# アーレン (バーデン＝ヴュルテンベルク)

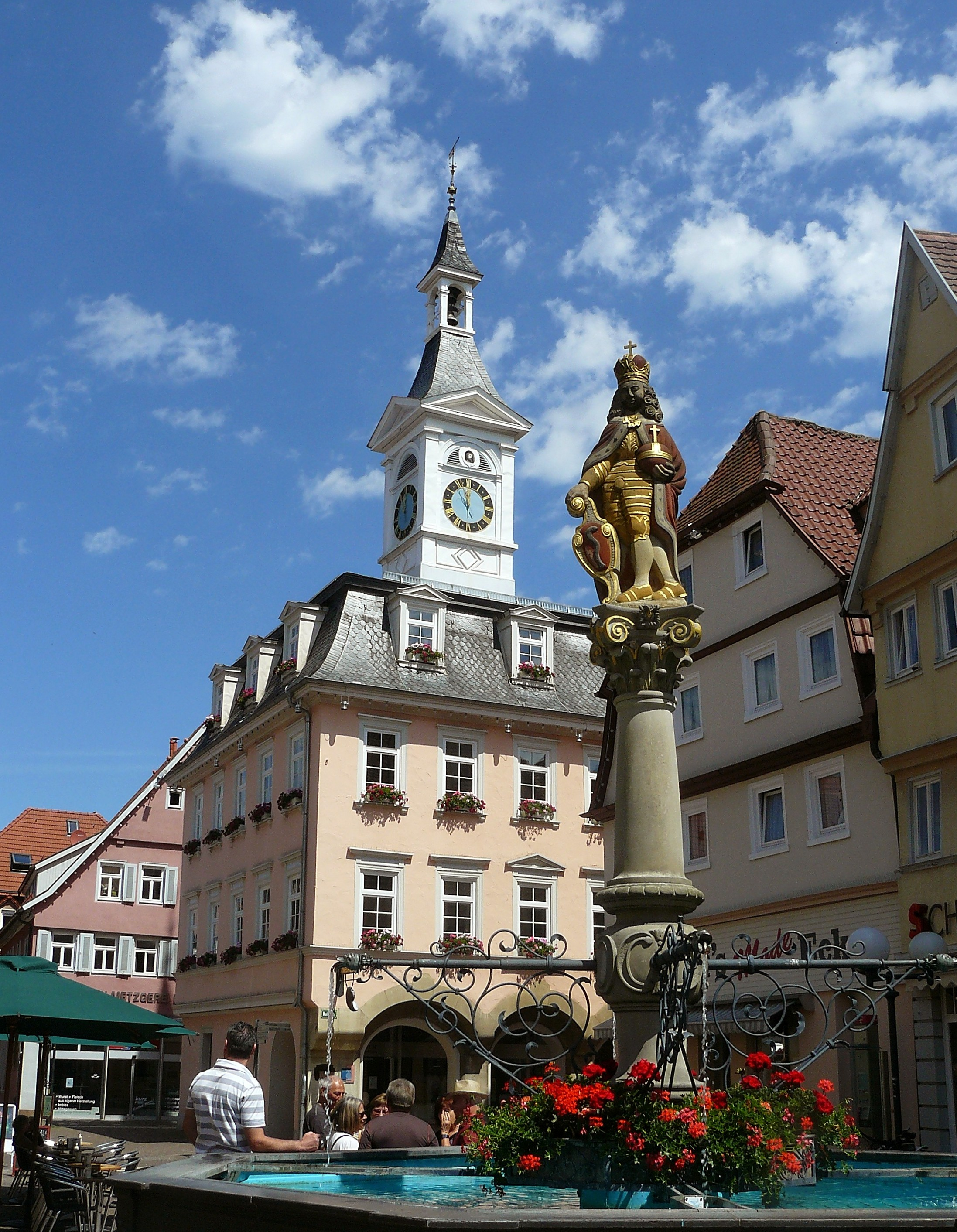
旧市庁舎とヨーゼフ1世の像がある市場の泉

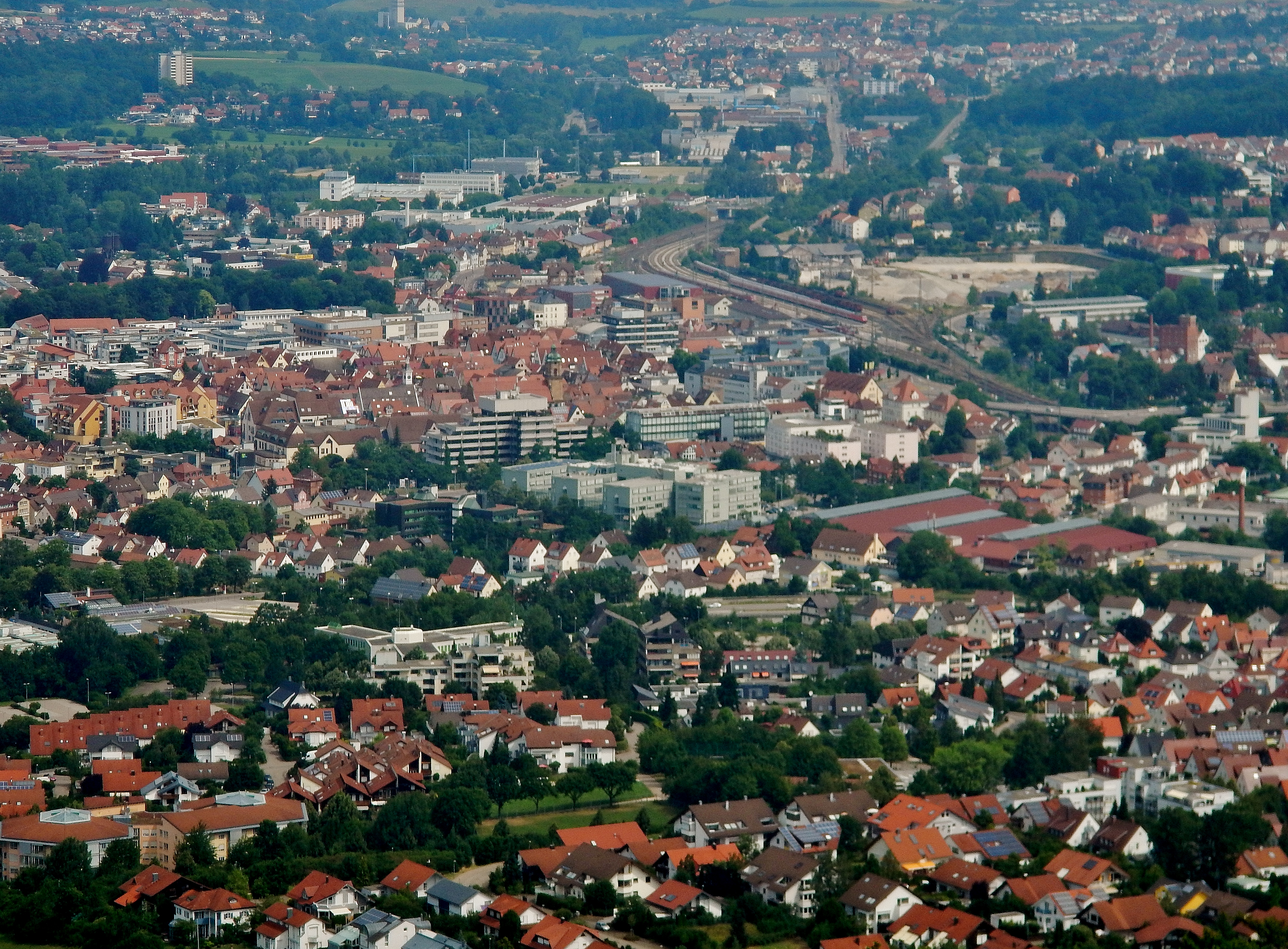
展望塔アールボイムレから観たアーレン市中心部

アーレン (ドイツ語: Aalen, ドイツ語発音: [ˈaːlən]) は、ドイツ連邦共和国バーデン＝ヴュルテンベルク州シュトゥットガルト行政管区のオストアルプ郡の郡庁所在地である。この街は州東部の中規模都市であり、シュトゥットガルトの東約 70 km、ウルムの北約 50 km に位置している。シュヴェービッシェ・アルプ北東端のコッハー川上流の谷、いわゆるアーレン盆地に位置している。
アーレンは、ローマ人の城砦近くのアレマン人の村落から発展し、1360年に帝国都市となった。1634年の大火の後、市庁舎や市教会など多くの建物が再建された。アーレンは1803年にヴュルテンベルクのオーバーアムト都市であった。現在のアーレンは郡庁所在地であり、中級中心都市となっている。機械製造の他に、光学機器、製紙業、情報産業、繊維業が経済構造の重要な担い手となっている。アーレンはさらに、約5,700人の学生が在籍しているアーレン技術・経済大学がある大学都市でもある。
面積 146.63 km2 のアーレン市は、バーデン＝ヴュルテンベルク州で7番目、シュトゥットガルト行政管区では2番目に広い街である。また、人口 67,000人は、オストアルプ郡およびオストヴュルテンベルク地方で最大、バーデン＝ヴュルテンベルク州で15番目に人口の多い都市である。

## 地理

### 位置

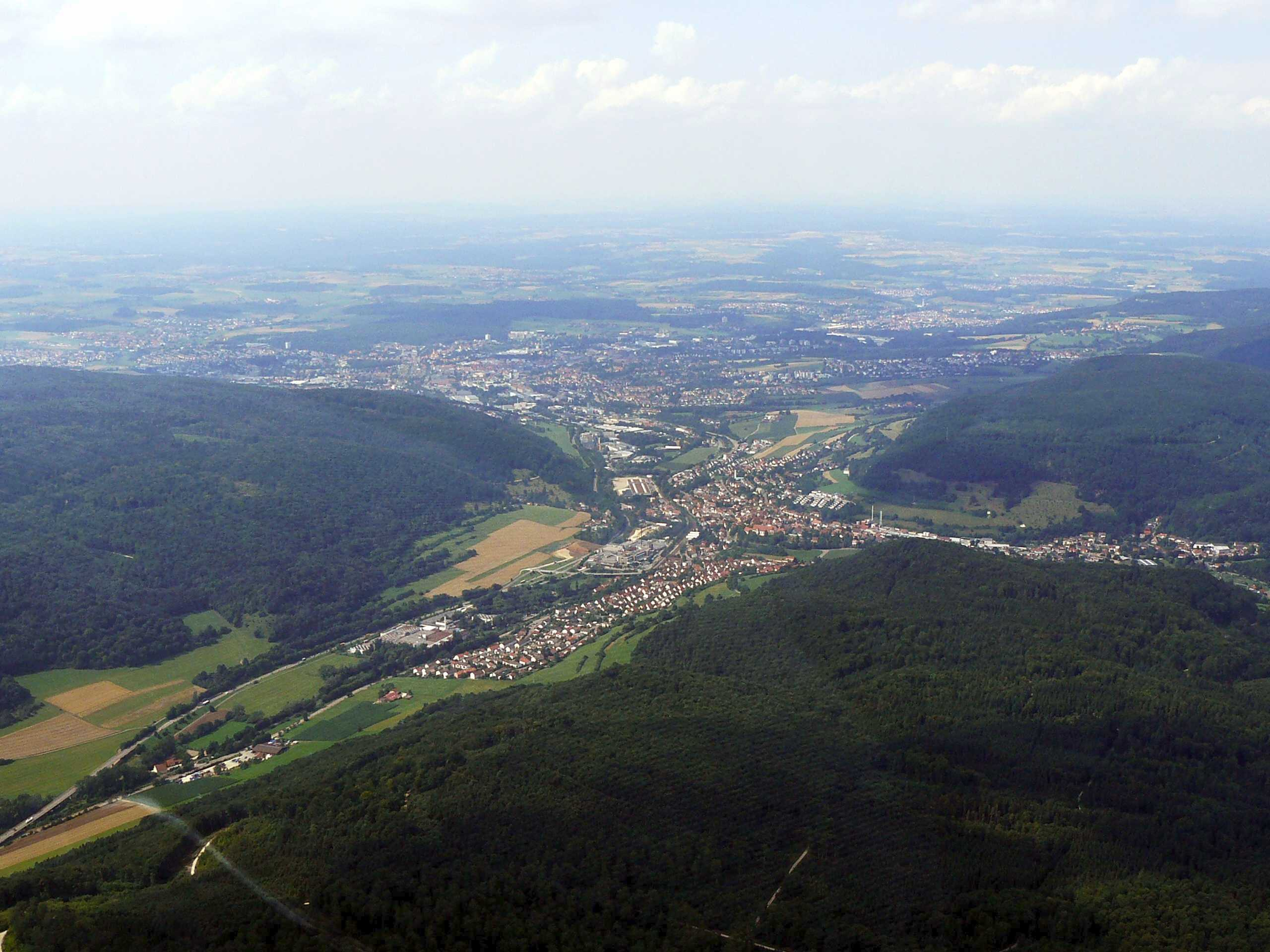
アーレン市の南側から撮影した空中写真。手間の細長く伸びた集落がウンターコッヘン、その奥が中核市区で、アーレン盆地の形態がよく判る

アーレンは、南部と東部にそびえるシュヴェービッシェ・アルプ東部からコッハー川が抜け出そうとする上流域の谷、いわゆるアーレン盆地に位置している。市の北はエルヴァンゲン山地につながっている。北西にはヴェルラントが位置する。
アーレンの市域は、シュヴェービッシェ・アルプ東部フォアラント（市の西部）とシュヴェービッシュ＝フレンキッシェ森林山地（北部と北西部）を含む。これらの地形はいずれもシュヴェービッシェス・コイパー＝ライアス＝ラントに含まれる。また、アルブーフ（南西部）やヘルツフェルト（東部）にも属している。これらはシュヴェービッシェ・アルプに包含される地域名である。
コッハー川はオーバーコッヘンから市の南側に入り、北に向かってウンターコッヘン、中核市区（ここでアール川が合流する）、ヴァッサーアルフィンゲンを貫いて、北のヒュットリンゲン方向に流れ出る。アーレン近郊では、レムス川（アーレンの西、エッシンゲン近郊）やヤクスト川（アーレンの東、ウンターシュナイトハイム近郊）が湧出している。コッハー川を含めこれらの川はいずれも、ネッカー川の支流である。
内市街のマルクト広場は、海抜 430 m に位置している。市域の最低地点はローダムスデルフレ近郊のライン川（コッハー川の支流）で海抜 375 m、最高地点はヒムリンゲン近郊のグリューネンベルク山頂の海抜 733 m である。

### 市の構成
アーレンの市域は中核市区と、1938年（ウンターロムバッハ）から1975年（ヴァッサーアルフィンゲン）までの間に合併した町村からなる（市町村合併の項参照）。1970年代の最後の地域再編によって市管区 (ドイツ語: Stadtbezirke) という名称ができ、同時にバーデン＝ヴュルテンベルク州の市町村法で定める地区 (ドイツ語: Ortschaft)が定められた。各地区は、住民の選挙によって選出される地区議会と地区代表の議長を有している。
アーレン中核市区や合併した町村にはさらに細かい部分地区が数多く属している、その多くは、長い独自の歴史を有しているが、独自の名前を付けられた新しい住宅地もある。しかしこれらには確定した境界がない。以下に本市の構成をまとめる。
| 地区名                                      | 地区名                       | 紋章§                     | 面積 (km2) | 人口§§ | 部分集落 | 地区図         |
| ------------------------------------------- | ---------------------------- | ------------------------- | ---------- | ------ | --- | -------------- |
| アーレン（中核市区）                        | Aalen (Kernstadt)            | Wappen von Aalen          | 20.817     | 26,259 | ヒムリンゲン、ヒルシュホーフ | アーレン地区図 |
| デヴァンゲン                                | Dewangen                     | Wappen von Dewangen       | 16.533     | 3,162  | アウスホーフ、ベルンハルツドルフ、ブロンネンホイスレ、ブーベンライン、デーゲンホーフ、ドレーアーホーフ、ファウルヘルホーフ、フロイデンヘフレ、ゴビュール、グロースデルツァーホーフ、ハルデンハウス、ヒュッテンヘーフェ、クラインデルツァーホーフ、コールヘフレ、ランゲンハルデ、ルストホーフ、ノイホーフ、ラウブル、ライヒェンバッハ、リーゲルオーフ、ロダムスデルフレ、ロートゾルト、シャーフホーフ、シュルトハイセンヘフレ、シュトライトヘフレ、タンネンホーフ、トリューベンロイテ | アーレン地区図 |
| エプナート                                  | Ebnat                        | Wappen von Ebnat          | 21.161     | 3,337  | アファルターヴァング、ディーパーツブーフ、ニージッツ | アーレン地区図 |
| ファハゼンフェルト                          | Fachsenfeld                  | Wappen von Fachsenfeld    | 3.590      | 3,540  | ボーデンバッハ、フランケンアイヒ、ハンゲンデンブーフ、ヒムリングスヴァイラー、ミュールホイスレ、ザンツェンバッハ、シェレンミューレ、シュピッツシャーフハウス、シュタインフルト、ヴァイブリンゲン | アーレン地区図 |
| ホーフェン                                  | Hofen                        | Wappen von Hofen          | 12.585     | 2,018  | アッテンホーフェン、フュルジッツ、ゴルツヘーフェ、ハイマーツミューレ、ケラーハウス、オーバーアルフィンゲン、ヴァーゲンライン | アーレン地区図 |
| ウンターコッヘン                            | Unterkochen                  | Wappen von Unterkochen    | 21.444     | 4,943  | ビルクホーフ、グラスヒュッテ、クラウゼ、ノイコッヘン、ノイツィーゲルヒュッテ、プルファーミューレ、シュテファンスヴァイラーミューレ | アーレン地区図 |
| ウンターロムバッハ / ホーフヘルンヴァイラー | Unterrombach/ Hofherrnweiler | Wappen von Unterrombach   | 9.757      | 9,134  | ハーネンベルク、ハンマーシュタット、ホーフヘルンヴァイラー、ラウフホーフ、メトレ、マンテルホーフ、ネスラウ、オーバーロムバッハ、ポンペルホーフ、ラウエンタール、ザントベルク、ザウアーバッハホーフ、シュヴァルベンホーフ、ゾフィーエンホーフ、フォーゲルザンク | アーレン地区図 |
| ヴァルトハウゼン                            | Waldhausen                   | Wappen von Waldhausen     | 24.375     | 2,378  | アルレスベルク、ベルンローエ、ボイレン、ブラステルブルク、ガイゼルヴァング、ホーエンベルク、ノイバウ、ジムミスヴァイラー | アーレン地区図 |
| ヴァッサーアルフィンゲン                    | Wasseralfingen               | Wappen von Wasseralfingen | 15.964     | 11,712 | アファルターリート、ブラウンゼンリート、エルツホイスレ、ハイゼンベルク、メーダーホーフ、オナーツフェルト、レーテンベルク、レートハルト、トレパッハ、ヴァイデンフェルト | アーレン地区図 |

- § 合併前の独立した町村時代の紋章
- §§ 2015年12月31日現在の人口

アーレンの市域の、南北の最大幅は 18 km、東西のそれは 25 km である。2012年12月31日現在の面積は14,662.6ヘクタールである。土地用途別の面積と占有率を以下の表に示す。
| 土地利用種別面積 | 農業用地 | 森林   | 住宅地 | 産業用地 | 交通用地 | 水域  | レジャー用地 | その他 |
| ---------------- | -------- | ------ | ------ | -------- | -------- | ----- | ------------ | ------ |
| 面積 (km2)       | 60.88    | 54.46  | 10.20  | 4.20     | 9.47     | 0.51  | 1.88         | 4.98   |
| 占有率           | 41.5 %   | 37.2 % | 13.4 % | 2.9 %    | 6.5 %    | 0.3 % | 1.3 %        | 3.4 %  |

州統計局の2015年現在のデータによる。

### 隣接する市町村
アーレン市は、南から時計回りに以下の市町村と境を接している。かっこ内はアーレンの中核市区から各市町村の中心部までの直線距離である。
オーバーコッヘン (6 km)、エッシンゲン (6 km)、ホイヒリンゲン (11 km)、アプツグミュント (9 km)、ノイラー (10 km)、ヒュットリンゲン (6 km)、ライナウ (10 km)、ヴェストハウゼン (9 km)、ラウフハイム (12 km)、ボプフィンゲン (20 km)、ネーレスハイム (20 km)（以上、いずれもオストアルプ郡）、ハイデンハイム・アン・デア・ブレンツ (18 km)、ケーニヒスブロン (10 km)（ともにハイデンハイム郡）。

### 地域計画
アーレンは、上級中心都市を持たないオストヴュルテンベルク地方の中級中心都市である。オストアルプ郡中部および東部の市町村はアーレンの管轄地域に含まれる。すなわちアプツグミュント、ボプフィンゲン、エッシンゲン、ヒュットリンゲン、キルヒハイム・アム・リース、ラウフハイム、ネーレスハイム、オーバーコッヘン、リースビュルク、ヴェストハウゼンがそれである。30 km 東に位置する隣の中級中心都市バイエルン州ネルトリンゲンと連携している。

### 地質学
アーレンの市域は、南ドイツジュラ層の3つの岩相層序グループ上に広がっている: 南部とフレクスナー山塊はヴァイサー・ジュラ（白ジュラ）、内市街はブラウナー・ジュラ（褐色ジュラ）、ヴァッサーアルフィンゲンの一部はシュヴァルツァー・ジュラ（黒ジュラ）にあたる。こうしたことからアーレンは「地質学のメッカ」を自認している。
アーレンの市域の大部分は、アーレン市にちなんで名付けられたウンターアーレニウムのオパーリヌストーン層上にある。ザントベルク、シュナイトベルク、シュラーデンベルク（いずれも市の西部）ではオーバーアーレニウムのアイゼンザントシュタイン層が露出している。市域内の残りの丘陵には砂、礫（ゴルツヘーファー・サンデ）、砂利が重なっている。アーレン旧市街およびコッハー川流域（特にヴァッサーアルフィンゲン）は、完全に川原のロームや礫が谷を埋めて堆積し、形成されたものである。
デヴァンゲンとファッハゼンフェルトの大部分は北に向かってユーレンジスマーゲル層、ポジドニーエンシーフェー層、アマルテエントーン層、ヌミスマリスマーゲル層、オプトゥスウストーン層と続く、いずれも化石が豊富なジュラ紀の地層上にある。最後はコイパーに属すクノレンマーゲル層につながっている。
ブラウネンベルクでは、1939年まで鉄鉱石の採掘が行われていた。

### 気候
アーレンの市域は、アルプフォアラント、フォアアルプ、アルブーフ、ヘルツフェルトに広がっており、最高地点と最低地点との高度差が 355 m あるため、気候は市内の地区で異なっている。
以下に示すデータを収集した測候所は、アーレン中核市区とヴァッサーアルフィンゲンとの間、北緯48度51分02秒 東経10度05分44秒 / 北緯48.85056度 東経10.09556度にあり、1991年からデータを提供している。
年間日照時間は約1,800時間で、1日平均約4.93時間である。これはドイツ連邦全体の平均値（1,550時間/年）よりも長い。しかし年間の降水日も167日と、ドイツ全体の平均である138日よりも多い。年間降水量は約 807 mm で、バーデン＝ヴュルテンベルク州では中間程度の値である。年間平均気温は 9.9 ℃で、ドイツ平均の 8.2 ℃、バーデン＝ヴュルテンベルク州の平均 8.1 ℃よりも高い。
| バーデン＝ヴュルテンベルク州アーレンの気候                                                             | バーデン＝ヴュルテンベルク州アーレンの気候 | バーデン＝ヴュルテンベルク州アーレンの気候 | バーデン＝ヴュルテンベルク州アーレンの気候 | バーデン＝ヴュルテンベルク州アーレンの気候 | バーデン＝ヴュルテンベルク州アーレンの気候 | バーデン＝ヴュルテンベルク州アーレンの気候 | バーデン＝ヴュルテンベルク州アーレンの気候 | バーデン＝ヴュルテンベルク州アーレンの気候 | バーデン＝ヴュルテンベルク州アーレンの気候 | バーデン＝ヴュルテンベルク州アーレンの気候 | バーデン＝ヴュルテンベルク州アーレンの気候 | バーデン＝ヴュルテンベルク州アーレンの気候 | バーデン＝ヴュルテンベルク州アーレンの気候 |
| 月 | 1月                                        | 2月                                        | 3月                                        | 4月                                        | 5月                                        | 6月                                        | 7月                                        | 8月                                        | 9月                                        | 10月                                       | 11月                                       | 12月                                       | 年                                         |
| --- | ------------------------------------------ | ------------------------------------------ | ------------------------------------------ | ------------------------------------------ | ------------------------------------------ | ------------------------------------------ | ------------------------------------------ | ------------------------------------------ | ------------------------------------------ | ------------------------------------------ | ------------------------------------------ | ------------------------------------------ | ------------------------------------------ |
| 平均最高気温 °C （°F）                                                                                 | 2 (36)                                     | 4 (39)                                     | 9 (48)                                     | 14 (57)                                    | 18 (64)                                    | 21 (70)                                    | 23 (73)                                    | 23 (73)                                    | 20 (68)                                    | 13 (55)                                    | 7 (45)                                     | 3 (37)                                     | 13.1 (55.4)                                |
| 日平均気温 °C （°F）                                                                                   | 0.9 (33.6)                                 | 1.9 (35.4)                                 | 5.5 (41.9)                                 | 9.7 (49.5)                                 | 14.3 (57.7)                                | 17.5 (63.5)                                | 19.2 (66.6)                                | 18.9 (66)                                  | 14.4 (57.9)                                | 9.8 (49.6)                                 | 4.8 (40.6)                                 | 1.4 (34.5)                                 | 9.86 (49.73)                               |
| 平均最低気温 °C （°F）                                                                                 | −4 (25)                                    | −3 (27)                                    | 0 (32)                                     | 4 (39)                                     | 8 (46)                                     | 11 (52)                                    | 12 (54)                                    | 12 (54)                                    | 9 (48)                                     | 5 (41)                                     | 1 (34)                                     | −2 (28)                                    | 4.4 (40)                                   |
| 降水量 mm （inch）                                                                                     | 53.4 (2.102)                               | 49.0 (1.929)                               | 71.5 (2.815)                               | 53.3 (2.098)                               | 82.2 (3.236)                               | 71.5 (2.815)                               | 93.8 (3.693)                               | 78.8 (3.102)                               | 63.8 (2.512)                               | 72.0 (2.835)                               | 59.2 (2.331)                               | 64.5 (2.539)                               | 813 (32.007)                               |
| 平均降水日数                                                                                           | 16                                         | 13                                         | 12                                         | 14                                         | 14                                         | 15                                         | 15                                         | 14                                         | 14                                         | 12                                         | 15                                         | 13                                         | 167                                        |
| 平均日照時間                                                                                           | 2                                          | 3                                          | 5                                          | 6                                          | 7                                          | 7                                          | 8                                          | 7                                          | 6                                          | 4                                          | 2                                          | 2                                          | 4.9                                        |
| 出典1：最高気温、最低気温、降水日数、日照時間: HolidayCheck                                            |                                            |                                            |                                            |                                            |                                            |                                            |                                            |                                            |                                            |                                            |                                            |                                            |                                            |
| 出典2：日平均気温、降水量: Meteorologische Größen in Aalen 1991 - 2016（1991年から2011年までの平均値） |                                            |                                            |                                            |                                            |                                            |                                            |                                            |                                            |                                            |                                            |                                            |                                            |                                            |

## 歴史

### 都市の歴史

#### 最初の入植
紀元前8世紀から紀元前5世紀の中石器時代の火打石やヒトの休息地跡がコッハー川やヤクスト川の谷の辺縁部で多く発見されている。青銅器時代には、ウンターコッヘンのコッハーブルク裏の、広さ 650 m × 350 m の台地が高所入植地の中心になっていた。ハルシュタット時代の遺跡ではヴァッサーアルフィンゲンの森のアッペンヴァング、ゴルツヘーフェやエプナートの墳丘墓が知られている。ケルト人は、アーレンやヴァッサーアルフィンゲンで発見された金貨や銀貨を遺した。彼らは、シュロスバウフェルトの入植地に土塁や石壁を備えた防衛施設を建設した。ヴァッサーアルフィンゲン＝ハイゼンベルクにはケルト人の方形の砦があったが、現在は外観からは判別できなくなっている。

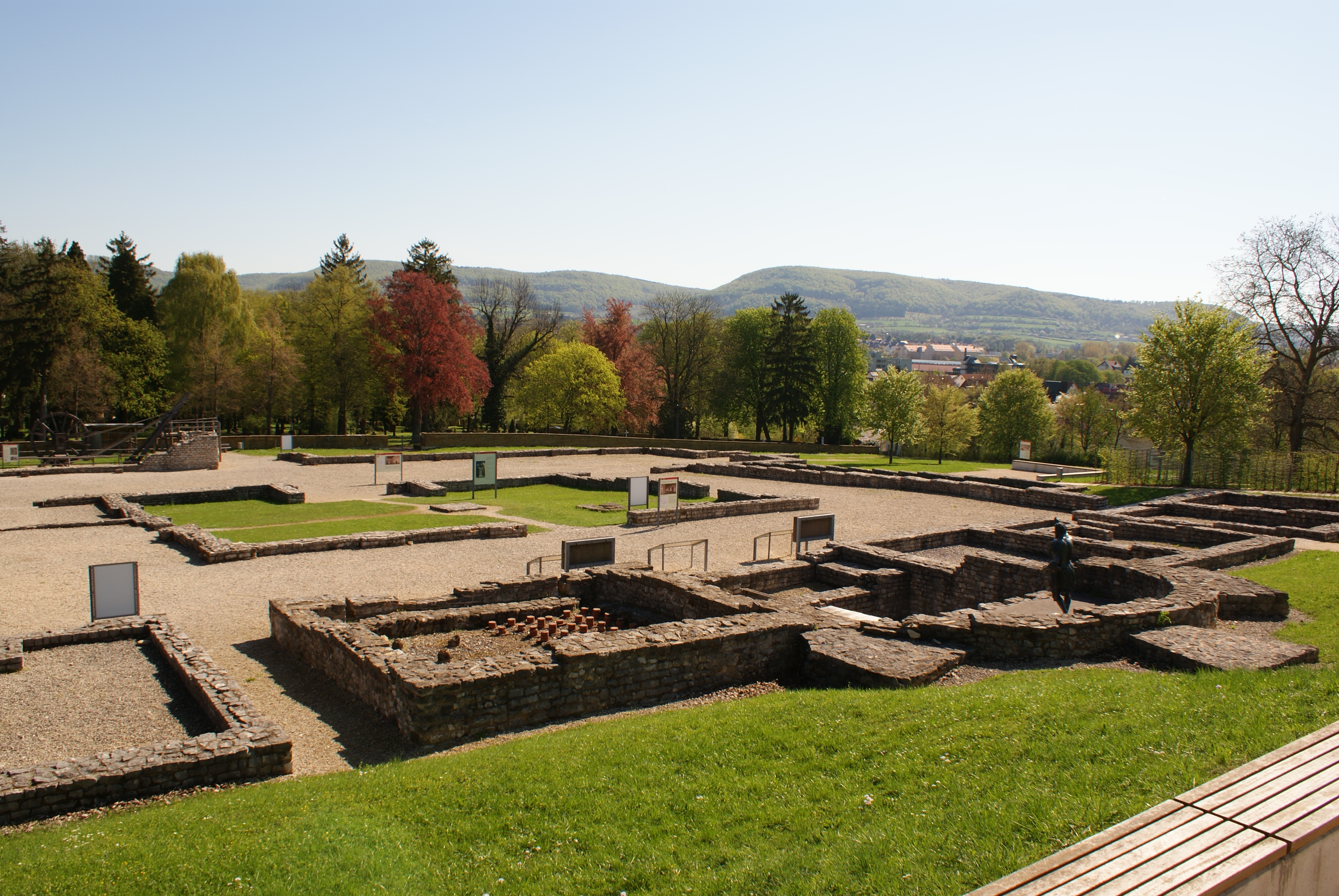
アーレン・リーメス博物館の外部施設。復元されたローマ時代の城砦の基礎

#### ローマ時代
アルプの国境線が廃止され、アーレンは西暦150年頃にローマ帝国の一部となり、当時新しく設けられたオーバーゲルマニッシュ＝レティシャー・リーメスを目の当たりにすることとなった。ローマ人は「アラ II フラヴィア・ミリアリア」のために城砦を築いた。このアーレン城の遺構は現在も見ることができる。この城は現在の市の中心部の西、シラーヘーエの麓にあり、千人以上の騎兵が駐屯し、数多くの馬の飼育係がおり、全オーバーゲルマニッシュ＝レティシャー・リーメス中最大の予備兵基地となっていた。一般市民の定住地は城の南と東に広がっていた。260年頃にローマ帝国はこの城を放棄し、その国境は支配を受け容れないゲルマン人によってライン川とドナウ川にまで後退させられた。その後、アレマン人がこの地域を引き継いだ。3世紀後期から4世紀のものとされる硬貨が出土したことから、最初に倉庫群が再建されたことが判っている。ローマ時代と中世の入植地の継続性については、判っていない。

#### 都市の設立
7世紀に造られたアレマン人の墓からの出土品が、考古学者にアーレンの集落の萌芽を示している。ローマ時代の城砦の東門に接して、ローマ時代の石材を転用してヨハネス教会が建設された。現在の建物は、おそらく9世紀に建設されたものである。

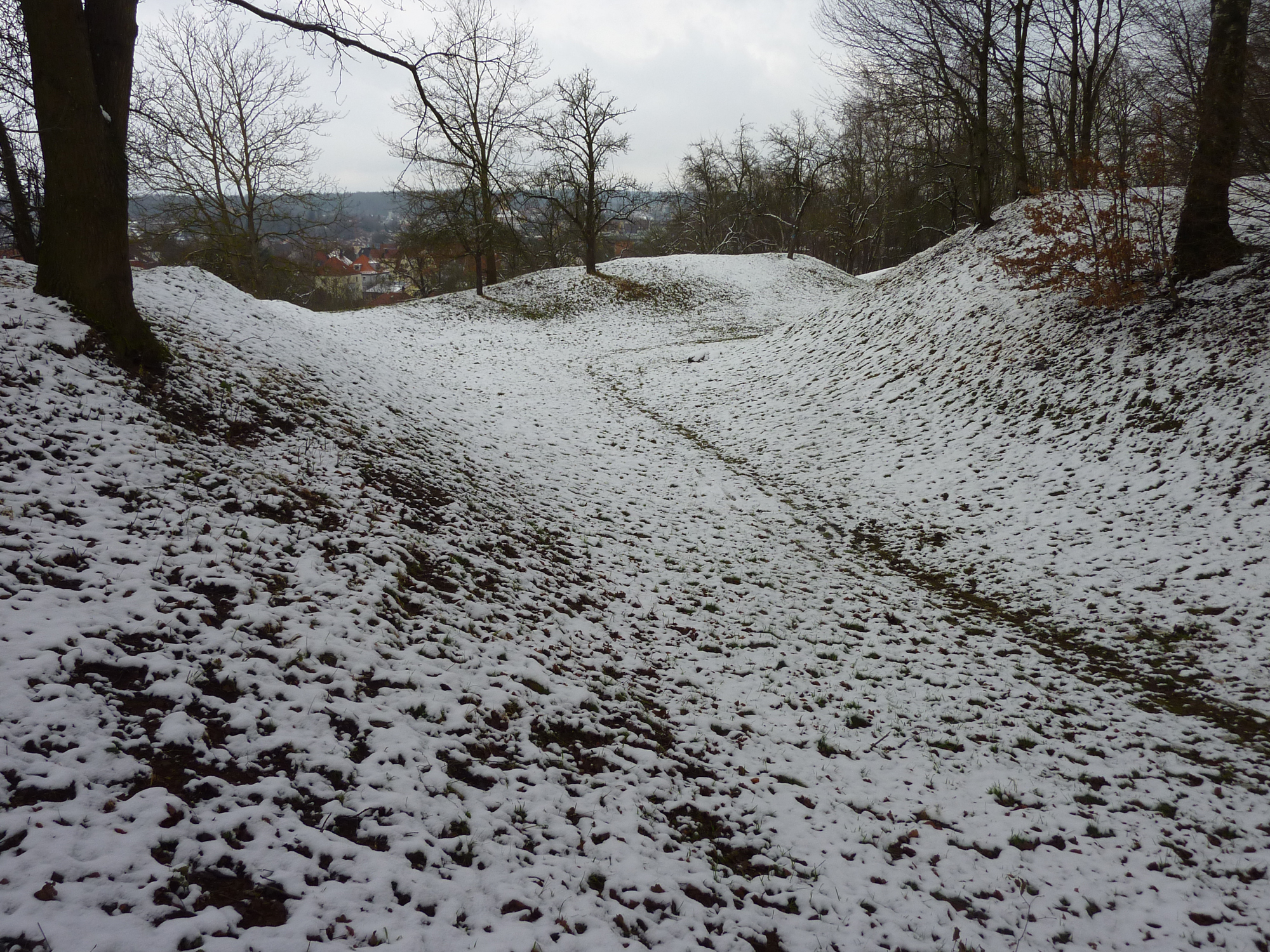
ブルクシュタルを囲む壕の跡

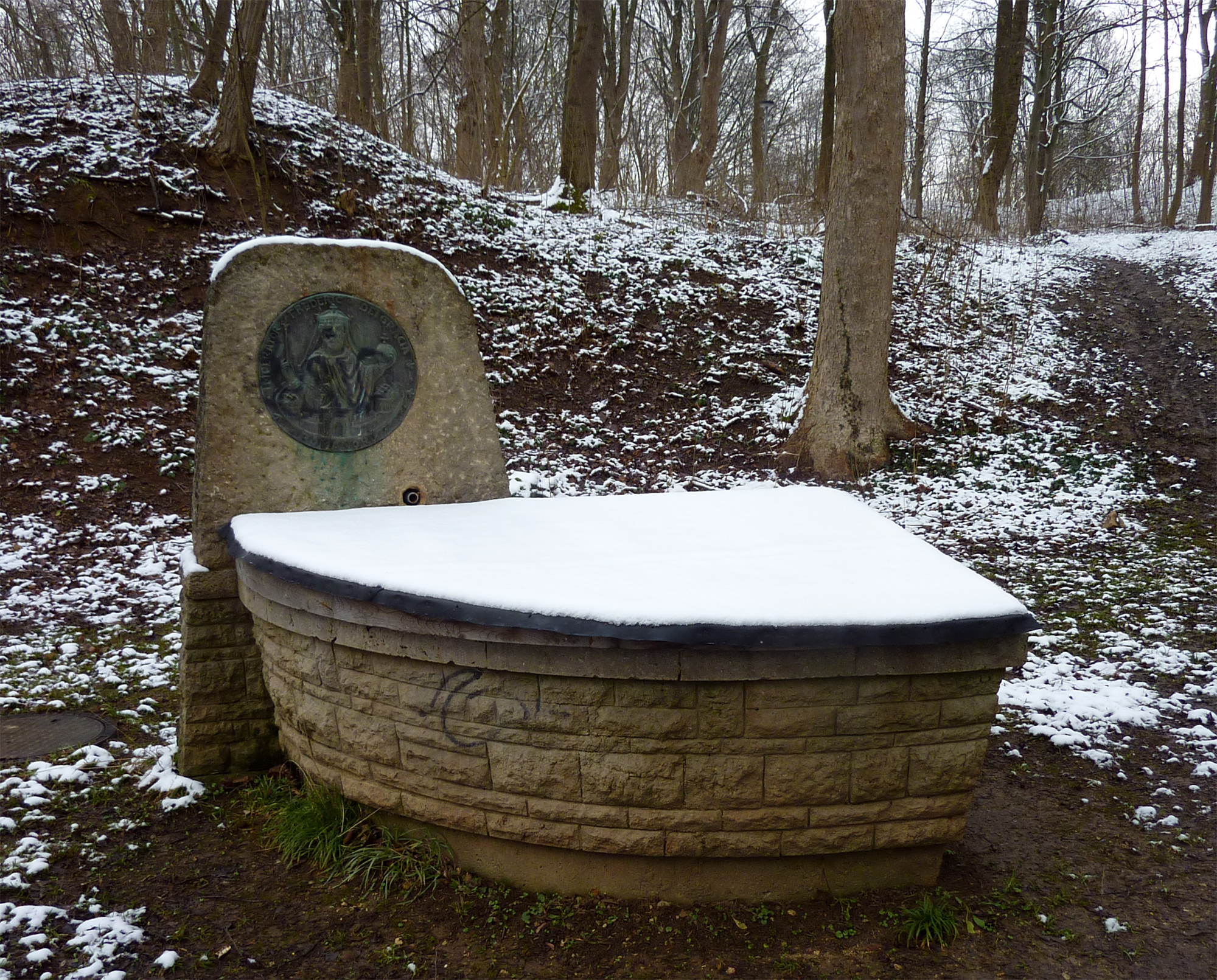
バルバロッサの泉

中世では、839年にアーレンに属す村落が初めて文献に記録されている。ルートヴィヒ敬虔王がフルダ修道院に対して、小集落ハンマーシュタット (Hamarstat) の領土交換を許した文書である。アーレン自体は1136年のエルヴァンゲン修道院の財産目録に Alon という名称と在郷貴族コンラート・フォン・アーレンの名前が記されている。この貴族家はおそらく、中核市区の南のブルクシュタルに一族の城を有し、初めはエルヴァンゲン修道院、後にはシュタウフェン家、最終的にはエッティンゲン家に仕えていたと推測されている。この地で諸侯会議を開催したと16世紀から言い伝えられている皇帝フリードリヒ・バルバロッサの栄誉を讃えて、ブルクシュタルの麓にバルバロッサの泉が造られた。1426年を最後に、シュタウフェン家の成員とアーレンとの関係は絶たれた。中世の文献は、アーレン市は1241年から1246年までの間にシュタウフェン家によって別の場所にアーレン村として建設されたのだが、1388年に都市紛争で破壊されたことを示唆している。その後エッティンゲン伯がこの街の領主権を得た。これは1340年に初めて確認される。この伯家は、1358年あるいは1359年にエーバーハルト2世伯、すなわちヴュルテンベルク伯家に借金の担保としてこの街を差し出した。

#### 帝国都市の時代

##### 帝国都市へ
皇帝カール4世は、ヴュルテンベルクとの戦争で、アーレン市を戦うことなく占領した。1360年12月3日、皇帝はこの街を帝国都市（しばしば誤って自由帝国都市とされる）とした。この地位は1803年まで保持された。1377年にアーレンはシュヴァーベン都市同盟の一員となり、1500年からシュヴァーベン帝国クライスに参加した。1385年の市の印章に初めて civitas（「都市」を意味する）の肩書きが記された。1398年に市場開催権、1401年に裁判高権が与えられた。しかしアーレンは大きな領土を獲得できなかった。本来の市域以外では、近隣に存在する小集落が、「ホーホハイツゲビート」（高権が及ぶ地域）とされたに過ぎなかった。

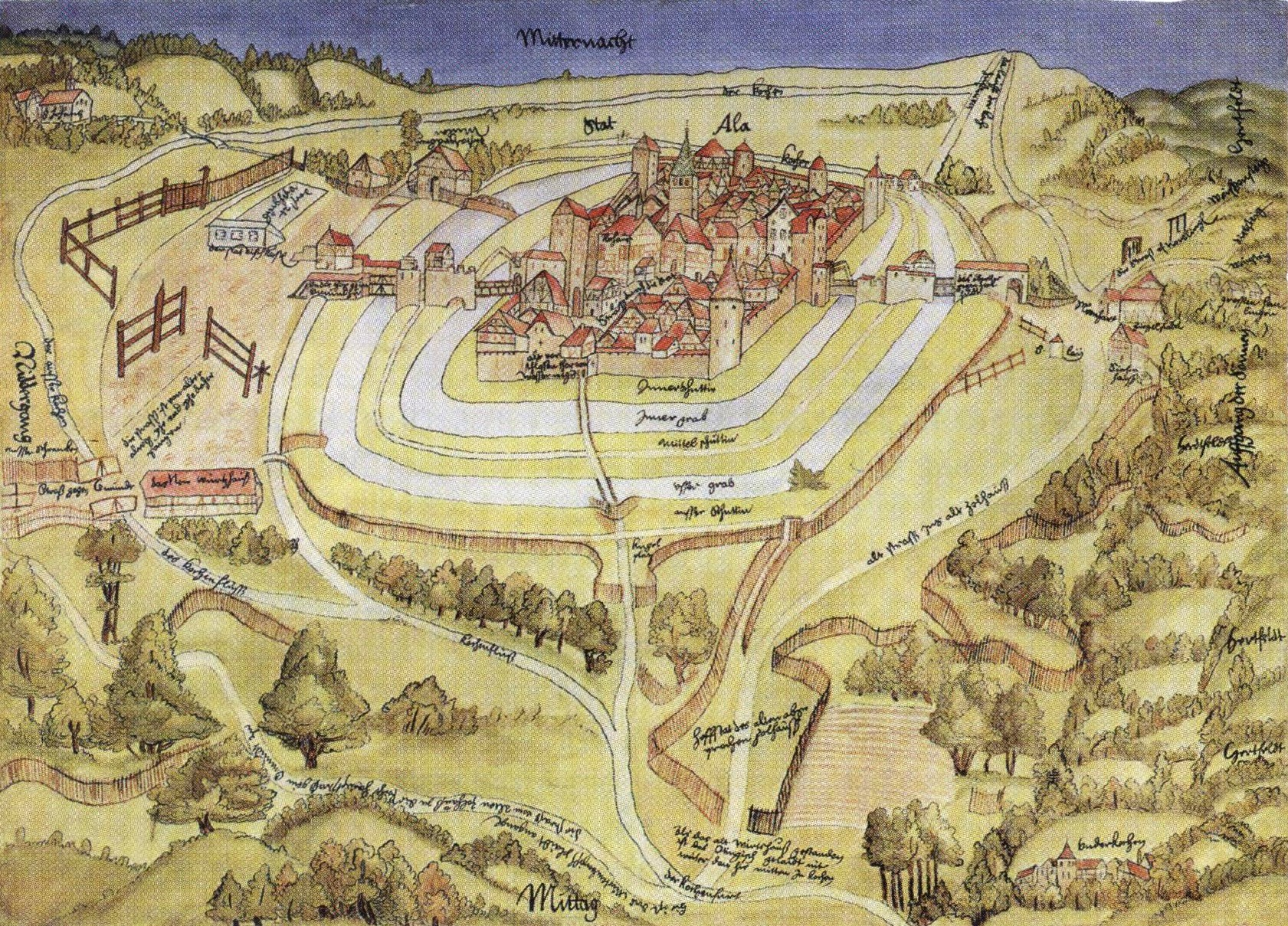
アーレンの最古の都市景観図

現存する最古の都市景観図は1528年に作成されたものである。これはシュパイアーの帝国最高法院におけるエッティンゲン伯との訴訟における基礎資料として作成されたもので、アーレンが市壁、塔、二重の水堀で囲まれていたことを示している。環状土塁の間に設けられた水堀の配置は、ネルトリッヒャー・シュタットグラーベン（北の市の堀）、エストリッヒャー・シュタットグラーベン（東の市の堀）、ジュートリッヒャー・シュタットグラーベン（南の市の堀）、ヴェストリッヒャー・シュタットグラーベン（西の市の堀）という現在の通りの名に表されている。高さ約 6 m の市壁は、長さ 1518 シュリット (990 m) で、5.3 ヘクタールの市域を囲んでいた。創建時には、市は2つの門を有していた: 東の上の門またはエルヴァンガー門と、南のマルティンス門である。しばしば洪水に見舞われたため、マルティンス門は14世紀に壁で封鎖され、1400年直前に西側に下の門またはグミュンダー門が造られた。その後多くの小さな脇門が設けられた。当時の中央市場は、現在マルクト広場と呼ばれるヴェッテガッセとライヒスシュテッター通りで開催された。他の街でもそうであるように、市場はある門から別の門へ抜ける形で開かれており、アーレンの場合には南の門（マルティンス門）から東の門（エルヴァンガー門）へL字型に曲がっていた。
1500年頃に市教会の墓地がヨハネス教会に移された。1514年に初めて市民階級で形成された議会「二十四人会」が開催された。

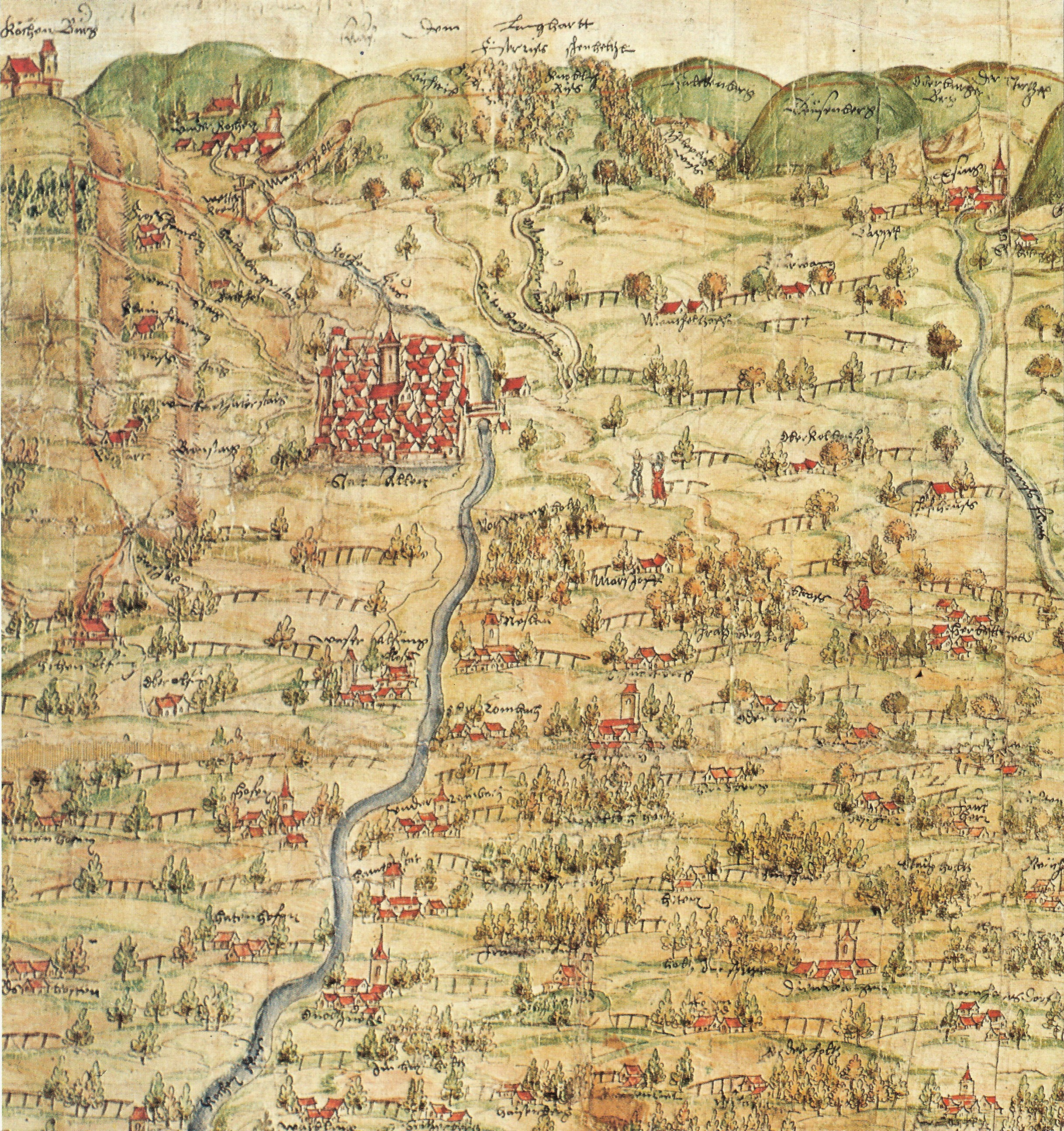
1572年のグミュントの狩猟図に描かれたアーレン付近の地図

##### 宗教改革
1575年6月28日、マルティン・ルターの死の約30年後に、ヴュルテンベルク公ルートヴィヒの招きにより、テュービンゲン大学教授で事務総長のヤーコプ・アンドレアがアーレンに到着した。その直後に行われた彼の説教は市長、市議会、市民たちの心を動かし、アーレンで宗教改革がなされた。彼はこの街に4週間滞在し、この動きを助けた。これには大きな変化が伴った。たとえば、カトリックの司祭は市議会によってミサを妨げられ、説教を禁じられた。市長のカスパール・フォス（1512年 - 1589年）は、1577年のルター派和協信条に1579年に署名した。三十年戦争初期に皇帝軍が勝利すると、以前からアーレンの保護領主であったエルヴァンゲン修道参事会諸侯は1628年にカトリック信仰を優先するよう定めた。しかし、1632年に福音主義同盟が勝利し福音主義の教会支配に戻された。

##### 1634年の大火
ネルトリンゲンの戦いでスウェーデン軍のために戦って帰還したベルンハルト・フォン・ザクセン軍所属の2人の見習士官が、1634年9月5日から6日にかけての夜間に2台の火薬車に火を放った。すでに市内に入っていた敵のクロアチア兵の面前に軍事物資を与えず、その進軍を阻もうとしたのであった。その結果都市火災が起こった。火災の規模については様々な説がある。17世紀の記録によれば、教会もシュヴェル塔を除くすべての建物も火災の犠牲となり、生き延びたのはわずかに9家族だけであった。19世紀のヘルマン・バウアーの研究は、この記録は辻褄が合わず、誇張されていると結論づけた。しかし、市教会とおそらくかなりの範囲の建物が失われたことは間違いない。市教会の増築部分に入居していた市の文書館も、収蔵していたすべての文書とともに焼失した。火災後、両軍の略奪兵が街を駆け回った。この街が元の人口約2,000人に復したのは、ほぼ100年後のことであった。
プファルツ継承戦争では1688年にフランス軍がアーレンを通過したが、他の集落同様大きな損害を残さなかった。1702年にスペイン継承戦争で、1741年にオーストリア継承戦争で、さらには1743年にも皇帝軍がこの街を行軍した。
市教会の塔が1765年に倒壊した。おそらく1634年の火災後の再建時に力学的な配慮が十分でなかったためと推測されている。倒壊した塔は、塔の監視人の子供2人を巻き添えにした。子供たちはこの時の怪我で死亡した。市教会自体も取り壊され、祭壇の十字架だけが残された。損傷は甚大で教会は跡形なく取り壊されたが、同じ年に現在の形の新しい教会堂の建設が始まった。
1749年11月22日に、中立の帝国都市アーレンで、ヴュルテンベルク公国とエルヴァンゲン修道参事会諸侯との間でオーバーコッヘンをプロテスタントとカトリックが共存する地域とするアーレン議定書が締結された。

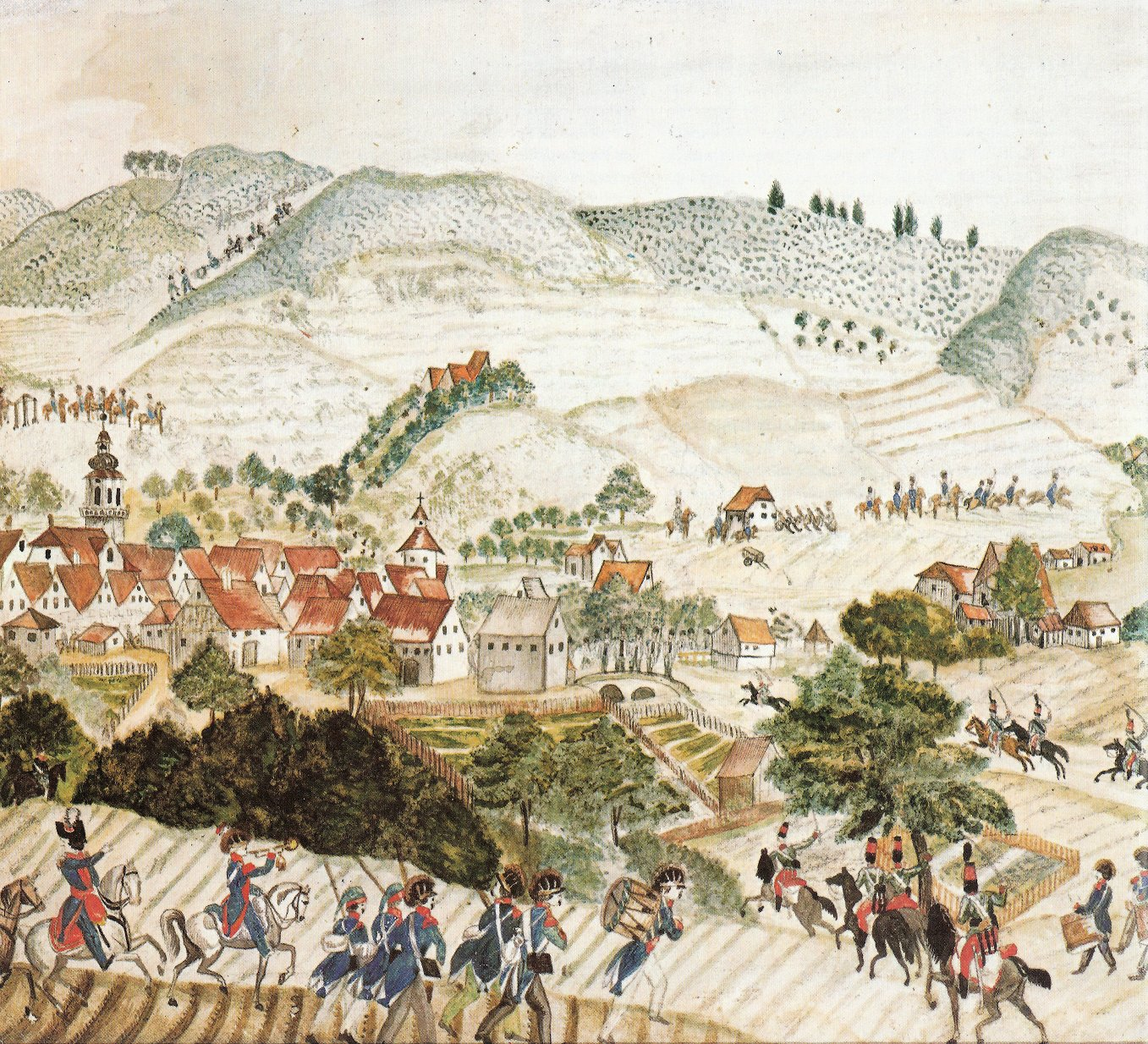
1796年のフランス軍による攻撃

##### ナポレオン時代
第一次対仏大同盟戦争でアーレンは、1796年にひどい略奪を受けた。第二次対仏大同盟戦争は1801年にリュネヴィルの和約によって終結し、1803年の帝国代表者会議主要決議が発効し、多くの帝国都市はそれぞれの近隣諸侯領に併合されることとなった。アーレンはヴュルテンベルク選帝侯領（後に王国）に編入され、オーバーアムト・アーレンの主邑となった。第三次対仏大同盟戦争では1805年10月6日にナポレオン・ボナパルトが4万人の軍勢を率いてアーレンを行軍した。この日とその数日後に入城したバイエルンとオーストリアの軍勢は、市の書記官によれば「筆舌に尽くしがたいほどの」苦しみをもたらした。
一部はアーレンに属し、別の一部はヴェルヴァルト家に属す小集落から、1811年に自治体ウンターロムバッハが形成された。アーレン東部の小集落はウンターコッヘンに合併した。
ナポレオン戦争の時代には、市壁は軍事的にもはや役に立たなくなっていた。18世紀には市壁、塔、門の保守管理がおざなりにされ、これらの構造物は徐々に崩壊しつつあった。差し迫った多大な戦争支出を考慮すると、一般的な都市整備にまわす資金はなかった。1800年から多くの塔が取り壊され、その直後に他の建物も解体されていった。このため現在は、市の防衛施設の建造物はほとんど跡形なく姿を消している。

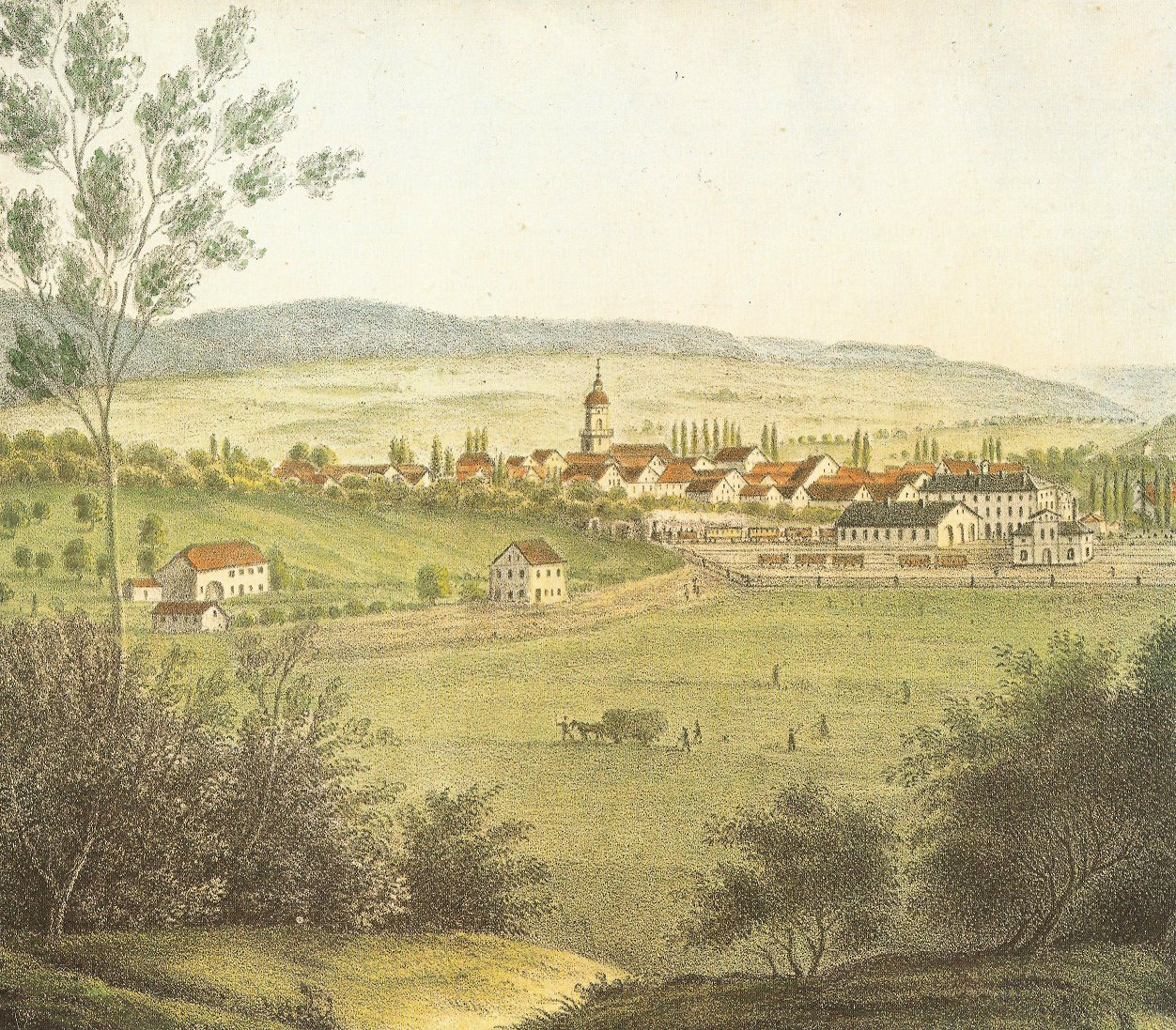
1861年のアーレン。街の前景に駅が見える。

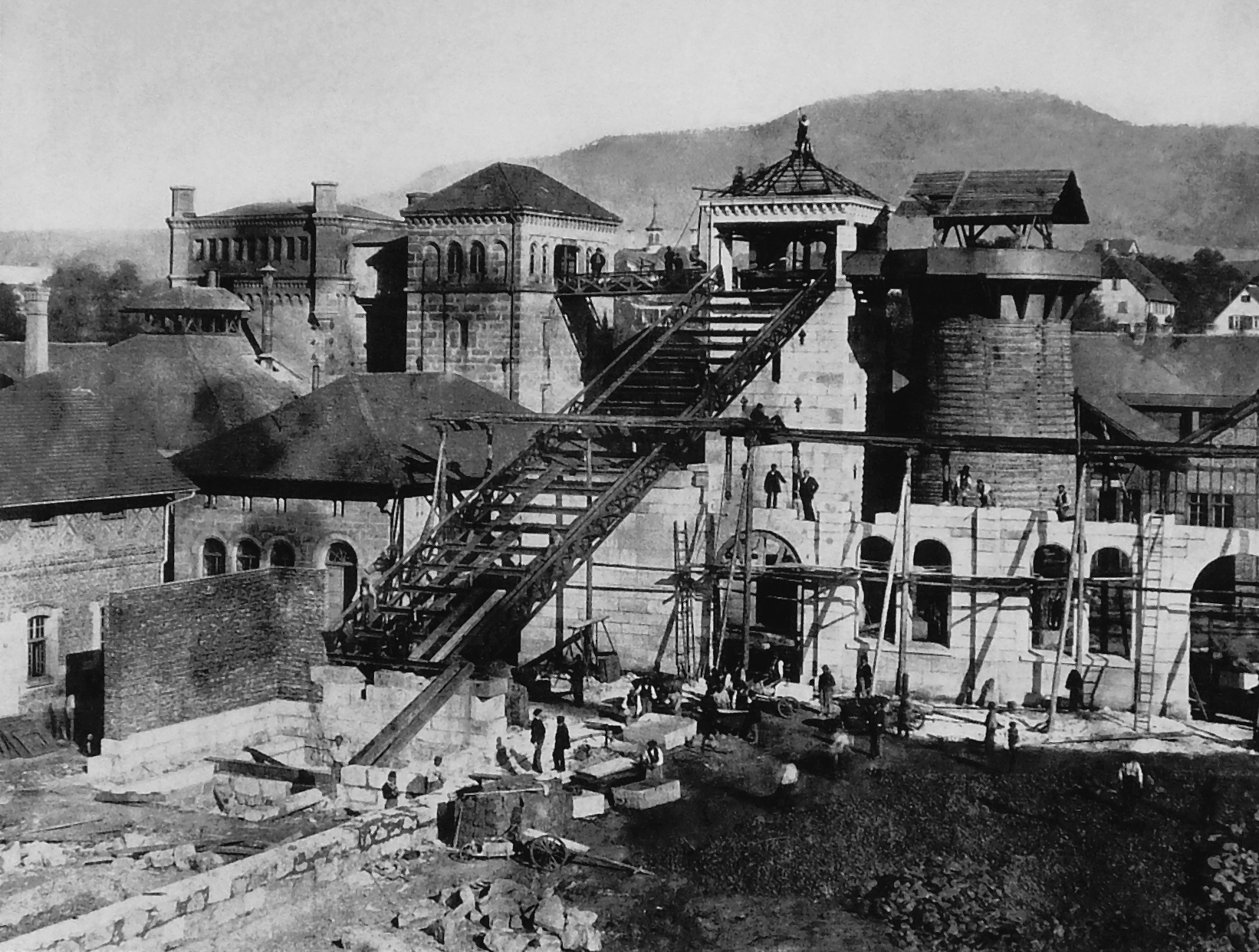
19世紀のヴァッサーアルフィンゲンの精錬所

#### 工業革命
工業革命以前のアーレンの経済構造は、田舎の環境に置かれていた。多くの市民は農耕市民として職人仕事の他に農業をも営んでいた。盛んに行われていた職人仕事が革なめしであった。19世紀半ばのアーレンには12軒の革なめし工房があり、ウルムを主な販路としていた。この他に、ウールやリンネル製品を生産する織布業や、菓子・レープクーヘンの製造なども盛んであった。
工業化の最初のピークは1840年代で、アーレンに3つの丸釘工場とその他の工場がいくつか創業された。1861年にカンシュタットからヴァッサーアルフィンゲンまでのレムス鉄道が開通して鉄道網に接続したことでこの街は発展した。王立精錬所（後のシュヴェービッシュ精錬所）とともにアーレンに工業が花咲いた。1863年のレムス鉄道のネルトリンゲンまでの延長、1864年のブレンツ鉄道の開通、1866年のオーベレ・ヤクスト鉄道の開通で、アーレン駅は鉄道の乗換駅となった。この他に1901年から1972年に廃線となるまで、ディリンゲン・アン・デア・ドナウまでのヘルツフェルト鉄道も運行していた。転車台、大きな扇形庫、運行管理所、2つの駅長区、市南部の工場への引き込み線を有する貨物駅はこの街の都市景観に欠かせないものとなった。現在の郷土史家はこの頃のアーレンを鉄道都市とも呼んでいる。1866年にアーレン・ガス会社が開業し、ガス灯が点った。1870年には近代的な水道網が整備され、1912年に最初の電灯が点された。1935年、最初の電気の街灯が設けられた。
第一次世界大戦の戦中、戦後の住宅不足のため、アーレン市ではこの頃シュラウフや旧練兵場跡付近にバラック小屋が建てられた。1929年以後、世界恐慌によって工業は活気を失ったが、ヒルシュバッハの「バーデ＝アンシュタルト」は1931年に拡張された水泳用プールを持つ近代的な屋外プールに改築された。

#### 国家社会主義の時代
1932年11月6日のドイツ国会議員選挙で、NSDAPはアーレンでは平均を下回る成果しか得られなかった: 得票率 25.8 %（全国平均 33.1 %）で、26.6 %（全国平均 11.9 %）の票を得た中央党に次ぐ第二党に留まった。第三党はSPDで、得票率は 19.8 %（全国平均 20.4 %）であった。ヒトラーによる権力掌握後の1933年3月5日の国会議員選挙までこの構図は変わらなかった。この選挙で NSDAPの得票率は 34.1 % でやはり全国平均 (43.9 %) 以下であったが、それでもアーレンで大差の最強勢力となった。第二党は中央党で前回と同じ 26.6 %（全国平均 11.3 %）、次いで SPD の 18.6 %（全国平均 18.3 %）であった。
ナチ時代の始まりまで、民主的に選出された市長フリードリヒ・シュヴァルツがその職に留まっていたが、1934年に国家社会主義者らによってその座を追われ、NSDAP市議会議員団団長でブルワリー所有者のカール・バートが職務代行者となり、その後法律家のカール・シューベルがその職を担った。1934年8月にアーレンでナチの消費者展覧会「ブラウネ・メッセ」が開催された。
1936年、本市に国防団の乗馬・自動車学校が設けられた。また、軍の食料調達局と兵器廠が建設され、弾薬庫がその中に設置された。
1935年に近隣の村落との合併が始まった。1938年にオーバーアムト・アーレンはアーレン郡に改組され、自治体ウンターロムバッハが廃止された。その地域の大部分はアーレン市に組み込まれたが、ハンマーシュタット地区はデヴァンゲンに、フォルスト、ラウエンタール、フォーゲルザングはエッシンゲンに編入された（その後1952年に旧ウンターロムバッハのほぼ全域がアーレン市となったが、フォルストだけは現在もエッシンゲンに属している）。
市立病院にそれまであった教会の社会奉仕員は、しだいに国家社会主義公共福祉の看護師に置き換えられていった。ナチの優生学イデオロギーの下、血統に基づいて約 490人ないしは約 200人が強制断種された。
1944年9月、ナッツヴァイラー/アルザス強制収容所の外部収容所としてヴィーゼンドルフ強制収容所がヴァッサーアルフィンゲンに設けられ、200人から300人の収容者が周辺の工場での労働を強いられた。1945年2月にこの収容所が廃止されるまで約60人の収容者が死亡した。収容所の建物は1946年から1957年に解体された。この建物基礎部分はモルトケ通り 44/46番地の家に転用されている。この他にも戦争捕虜やドイツが占領した国々から集められた男女を収容する労働収容所が数多くあった。収容者は、シュヴェービッシュ・ヒュッテンヴェルク（釘工場）やアルフィング・ケスラー機械工場で軍需品生産に従事させられた。
アーレンは、第二次世界大戦の戦闘をほとんど無傷で切り抜けた。戦争の最終盤に空襲が行われ、都市の一部、駅、鉄道施設が損傷した。3週間続いた一連の空爆のうち、1945年4月17日のものが最も激しかった。アメリカ空軍の爆撃機がアーレンの兵器廠と駅に爆撃を加えた。59人が死亡したが、その半分以上が生き埋めになった者であった。また、500人以上が住む家をなくした。33棟の住居、12棟のその他の建物、2本の橋が破壊され、2つの教会を含む163棟の建物が損傷した。この5日後にアーレンのナチ権力者は、アメリカ軍によって罷免された。

#### 戦後
1952年のバーデン＝ヴュルテンベルク州創設に伴い、アーレンはこの州の一部となった。1973年1月1日に発効した郡の再編によってアーレン郡はオストアルプ郡の一部となった。アーレンはこの新しい郡の郡庁所在地となった。1975年に現在の市域が完成した。
アーレン市の人口は1946年に、大規模郡都市となる条件の2万人を超え、1956年4月1日のバーゲン＝ヴュルテンベルク州市町村法の発狂に伴い大規模郡都市となった。
1992年、アーレンで「バーデン＝ヴュルテンベルク郷土の日」が開催された。
この街は2006年に思いもかけぬ形で有名になった。グーグルマップの衛星写真のアーレン付近に、大きさ 50 m 相当の巨大な昆虫と思われるものが発見されたからである。後にこれは、この映像をスキャンする際に紛れ込んだアザミウマであることが判明した。
2000年から着手された最大の都市開発プロジェクトが、アーレン中心部、駅の北東部に位置する「シュタットオヴァール」と呼ばれる工業地域である。2000年に建築鋼材会社が約 4 ヘクタールのエリアで企業活動を停止した。2003年にこの土地を不動産会社アウレリスが取得し、将来の用途について市当局と議論を重ねた。これに伴って、2010年に都市計画上のコンペティションが行われた。その結果、約460人の住宅と企業の支店・商店による混合用地とすることとなった。市は、2013年初めアウレリスからこの土地を250万ユーロで購入し、2014年2月にかつての工場の取り壊しを始めた。その後この敷地の旧駅舎を「文化ステーション」に改築する工事が始まった。

### 市町村合併
現在のアーレン市は、1975年6月21日にアーレン市とヴァッサーアルフィンゲン市が合併した当初はアーレン＝ヴァッサーアルフィンゲン市と名乗っていたが、わずか10日後の1975年7月1日にアーレン市に改名された。それ以前に以下の町村がアーレン市に合併している。
- 1938年: ウンターロムバッハ
- 1970年1月1日: ヴァルトハウゼン
- 1972年7月1日: エプナート[40]
- 1973年1月1日: デヴァンゲン、ファハゼンフェルト（1954年にアプツグミュントから分離された小集落ハンゲンデンブーフを含む）、ウンターコッヘン[40]。デヴァンゲンとの合併により、アーレンの面積はそれまでのほぼ倍に拡大した。

また、ヴァッサーアルフィンゲン市は1972年4月1日にホーフェンと合併していた。

## 住民

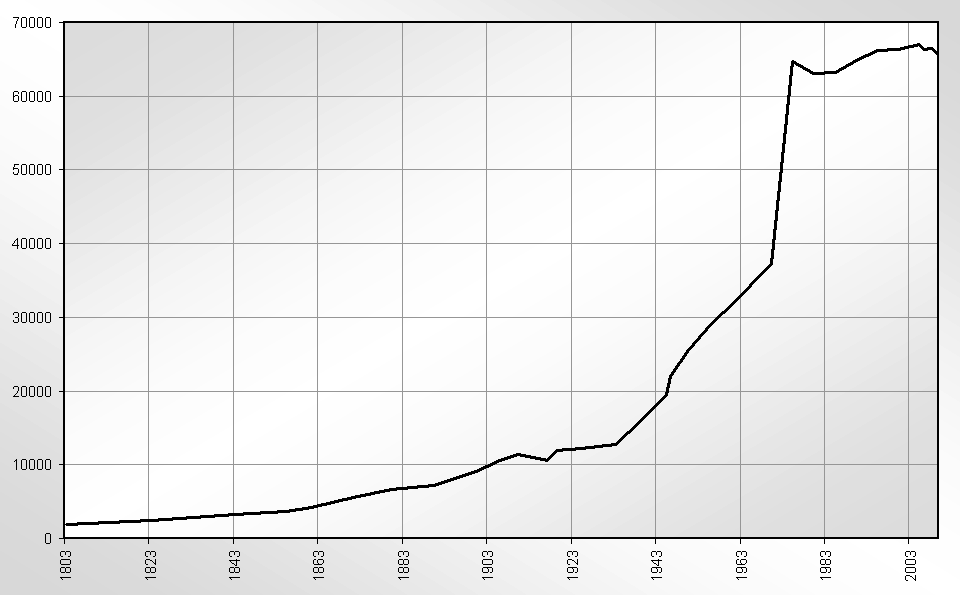
アーレンの人口推移グラフ

### 人口推移と人口構成
中世から近世にかけてアーレンは人口数百人程度の小都市であった。人口増加は緩やかで、多くの戦争、疫病、飢餓で減少することを繰り返した。19世紀に工業化が始まると人口増加は加速した。1803年に 1,932人だった人口は1905年には 10,442人にまで増加した。その後も人口は増え続け、1939年には 15,890人がアーレンに住んでいた。
第二次世界大戦後、難民や旧ドイツ東部領土から追放された人々の流入で、この街の人口は1961年には 31,814人となった。1975年6月21日のヴァッサーアルフィンゲン市との合併により、本市の人口は 14,597人増え、65,165人となった。バーデン＝ヴュルテンベルク州統計局の研究報告に基づく2005年6月30日現在のアーレン市の「公式人口」は 67,125人である。
以下の表は、各時点の市域における人口を示している。1823年までは推定による概数、その後は人口調査結果 (1) または州統計局の研究結果である。1871年以前の数値は、その都度異なる調査方法によっている。1871年からは「街にいる住民数」、1925年からは居住人口、1987年からはこの街を主たる居住地とする人口である。
| 時期            | 人口（人） |
| --------------- | ---------- |
| 1634年          | 2,000      |
| 1803年          | 1,932      |
| 1823年          | 2,486      |
| 1843年12月3日 1 | 3,319      |
| 1855年12月3日 1 | 3,720      |
| 1861年12月3日 1 | 4,272      |
| 1871年12月1日 1 | 5,552      |
| 1880年12月1日 1 | 6,659      |
| 1890年12月1日 1 | 7,155      |
| 1900年12月1日 1 | 9,058      |
| 1905年12月1日 1 | 10,442     |
| 1910年12月1日 1 | 11,347     |

| 時期             | 人口（人） |
| ---------------- | ---------- |
| 1916年12月1日 1  | 10,655     |
| 1917年12月5日 1  | 10,551     |
| 1919年10月8日 1  | 11,978     |
| 1925年6月16日 1  | 12,171     |
| 1933年6月16日 1  | 12,703     |
| 1939年5月17日 1  | 15,890     |
| 1945年12月31日   | 19,552     |
| 1946年10月29日 1 | 21,941     |
| 1950年9月13日 1  | 25,375     |
| 1956年9月25日 1  | 29,360     |
| 1961年6月6日 1   | 31,814     |
| 1965年12月31日   | 34,373     |

| 時期            | 人口（人） |
| --------------- | ---------- |
| 1970年5月27日 1 | 37,366     |
| 1975年12月31日  | 64,735     |
| 1980年12月31日  | 63,030     |
| 1985年12月31日  | 63,195     |
| 1990年12月31日  | 64,781     |
| 1995年12月31日  | 66,234     |
| 2000年12月31日  | 66,373     |
| 2005年12月31日  | 67,066     |
| 2010年12月31日  | 66,113     |
| 2015年12月31日  | 67,344     |

1 人口調査結果
2008年12月31日のアーレンの人口は 66,058人であった。このうち女性が 33,579人、男性が 32,479人であった。アーレン住民の平均年齢は、2000年12月31日時点で 40.5歳、2008年12月31日時点では1.9歳上昇して42.4歳であった。ドイツ以外の国籍を持つ人は、市全体で 6,312人で、外国人比率は 9.56 % であった。その 38 % と、最も大きな比率を占めるのがトルコ人であった。アーレン市民全体に占める割合は約 3.6 % にあたり、比較的高い比率であった。アーレン市は南トルコのアンタキヤと姉妹都市協定を締結している。アーレンで2番目に多い外国人は 13 % を占めるイタリア人であった（市民全体に占める割合は 1.2 %）。以下、セルビア人とクロアチア人が 5 - 6 %、ギリシア人が 3 % であった。残り 35 % がこれら以外の国の出身者である。
既婚者の数は、1996年12月31日の 32,948人から2007年12月31日の 31,357人まで減少した。一方、同時期の離婚者数は、2,625人から 3,859人と増加している。独身者数は、1996年から2004年までに、25,902人から 26,268人とやや増加したが、2007年には 26,147人と再び減少した。未亡人数は1996年12月31日の 5,036人から 2007年12月31日の 4,783人と減少した。

### 宗教
2011年5月9日時点で、全アーレン市民の 54.0 % がローマ＝カトリック信者、22.1 % が福音主義信者であった。約 23.9 % がその他の宗教団体に属すか、いかなる宗教団体にも登録されていない。ローマ＝カトリック信者の比率が 75.6 % と最も高いのがヴァルトハウゼン都市管区である。アーレン中核市区は福音主義信者 (25.6 %) とその他の宗教または無宗教 (32.5 %) の比率が市内で最も高い。

#### 福音主義教会

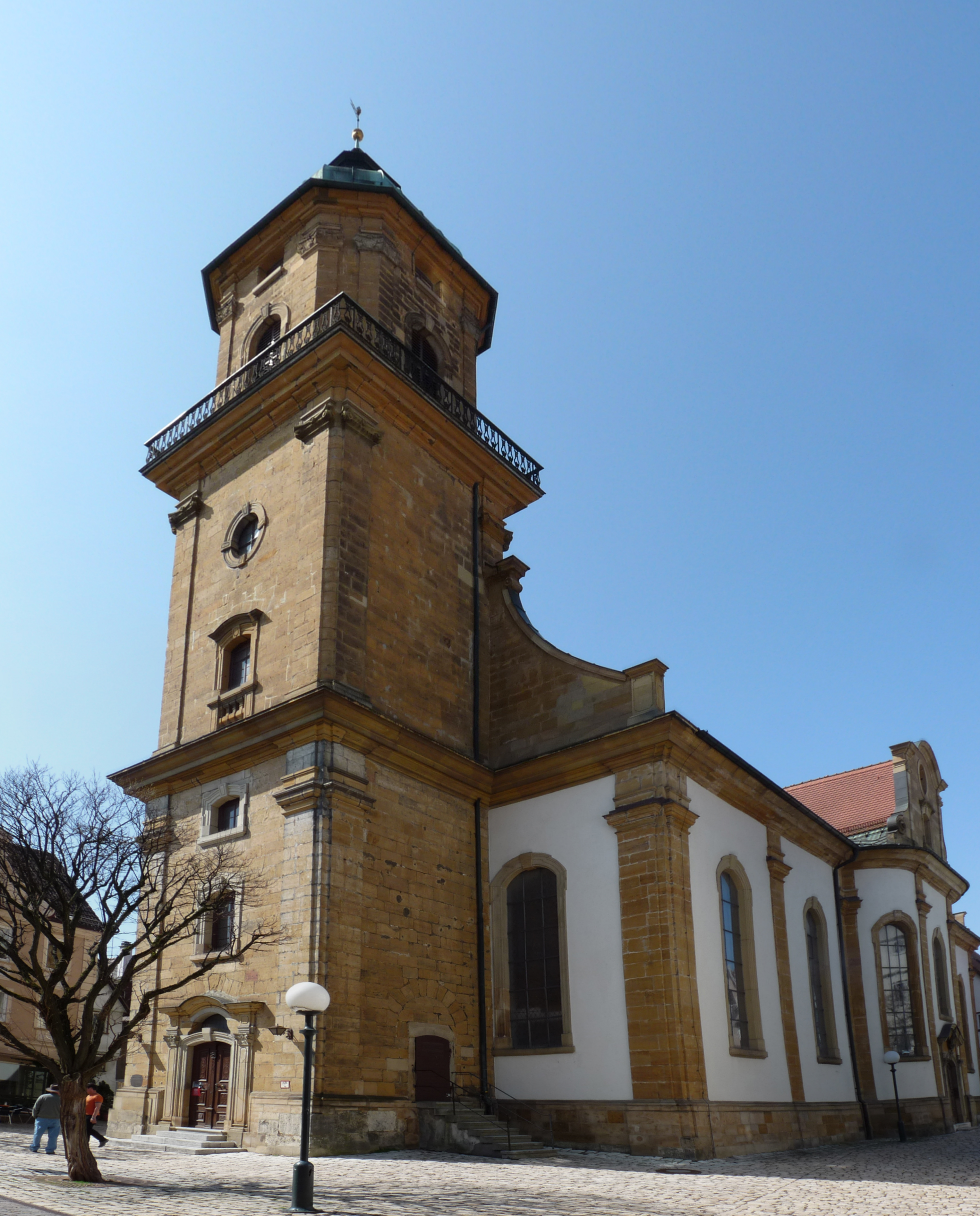
アーレン市教会

アーレンの住民は元々アウクスブルク司教区に属しており、エルヴァンゲン修道院長の守護下に置かれていた。ヴュルテンベルク公の援助で1575年に宗教改革がなされた。宗教改革の試みはそれ以前にも行われたがアウクスブルク司教とエルヴァンゲン修道参事会はこれを拒否していた。宗教改革後アーレンは何世紀もの間、プロテスタント優位の街であった。ただし1628年から1632年までは三十年戦争の結果カトリックの街となった。この街は帝国都市として教会に関する事案を独自に規制する権利を有していた。聖職者、組織、聖堂の運営は市議会の直接管理下にあり、司教の機能を担っていた。市はアーレン独自の聖歌集も編纂した。ヴュルテンベルクへの移管後、1803年にアーレンは教区監督の所在地となった。監督管区教会は市教会（現在の建物は1765年から1767年に建造された）であった。この他に、1561年に建設された墓地のヨハネス教会も使われた。
20世紀にアーレンの人口が増加し、マルクス教会（教会堂は1967年建造）やマルティンス教会（教会堂は1974年建造）が組織された。ウンターロムバッハ市区はアーレンの宗教改革の影響を受けたが、アーレンの支教会に留まった。1912年になって独自のクリストゥス教会が建設され、1947年に独自の教区が設けられた。ファハゼンフェルトは領主のヴェルヴァルト家およびラインローデン家によって宗教改革がなされた。ここでは1591年に教区教会が建設されたが、18世紀にカトリック信者が増加し、その後カトリック信者が多数を占めている。それ以外の現在のアーレンの市区は、宗教改革後もカトリックに留まった。ただし、ヴァッサーアルフィンゲンでは1891年に福音主義の教区が設けられ、1893年には独自の教会マグダレーネン教会が建設された。戦後にはウンターコッヘンにも独自の教区が設けられ、1960年に教会が建設された。これら4つの教会区はヴュルテンベルク福音主義州教会のアーレン教区監督管区に属している。さらに、アーレンには古敬虔主義教会組織もある。また、ユーゲント教会「ZAGG-ユーゲント教会アーレン」もマルクス教会内にあり、アーレン福音主義教会に属している。

#### カトリック教会

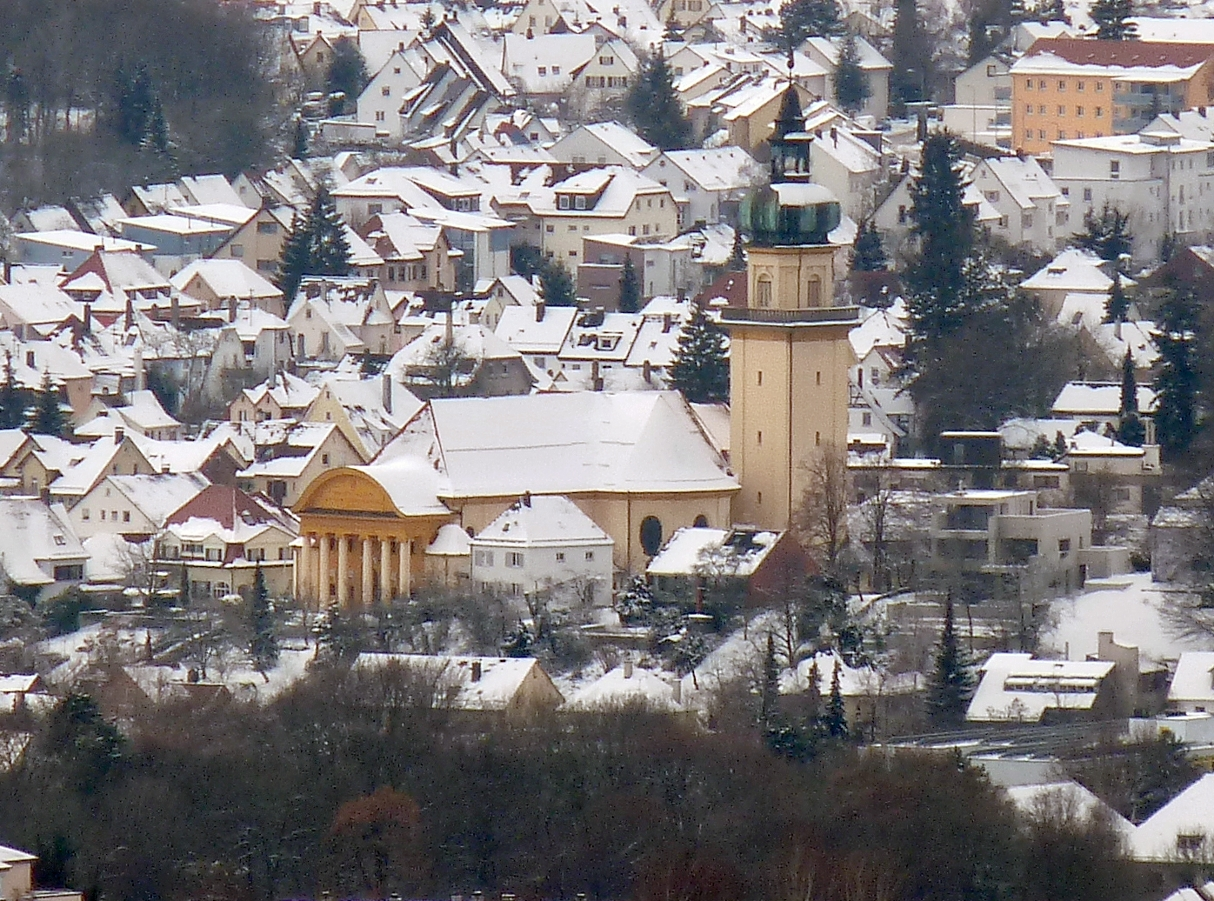
聖ザルヴァトール教会

19世紀になるまで、現在の中核市区に住んでいたわずかなカトリック信者はウンターコッヘン教会区に属していた。その後1868年にゲオルク・モルロクによって設計されたマリエン教会が建設された。1872年にアーレン固有の教会区が設けられ、1913年に2つめの教会聖ザルヴァートール教会が建設され、1969年に聖十字架教会が建設された。1963年には2つめの教区聖マリア教会区が設けられ、1968年に解体された古いマリエン教会の跡地に、1972年に新しい教会が建設された。1970年には聖アウグスティヌス教会も建設された。1976年に聖エリーザベト教会、1988年に聖トーマス教会が建設された。さらに1963年から聖ミヒャエル司牧会が設けられた。ホーフヘルムヴァイラーでも1904年にはすでに固有の聖ボニファティウス教会が建てられた。デヴァンゲン、エプナート、ホーフェン、ヴァルトハウゼン、ヴァッサーアルフィンゲンの各地区は、宗教改革後もカトリックに留まっていた。このため、これらの地区には古い教会組織や教会堂が遺っている。デヴァンゲンのマリア被昇天教会は、初期ゴシック様式の塔を持ち、身廊は1875年に新たに建設された。エプナートの処女受胎教会は1720年から1725年に建設され、1979年から1981年に改築されて拡張された。

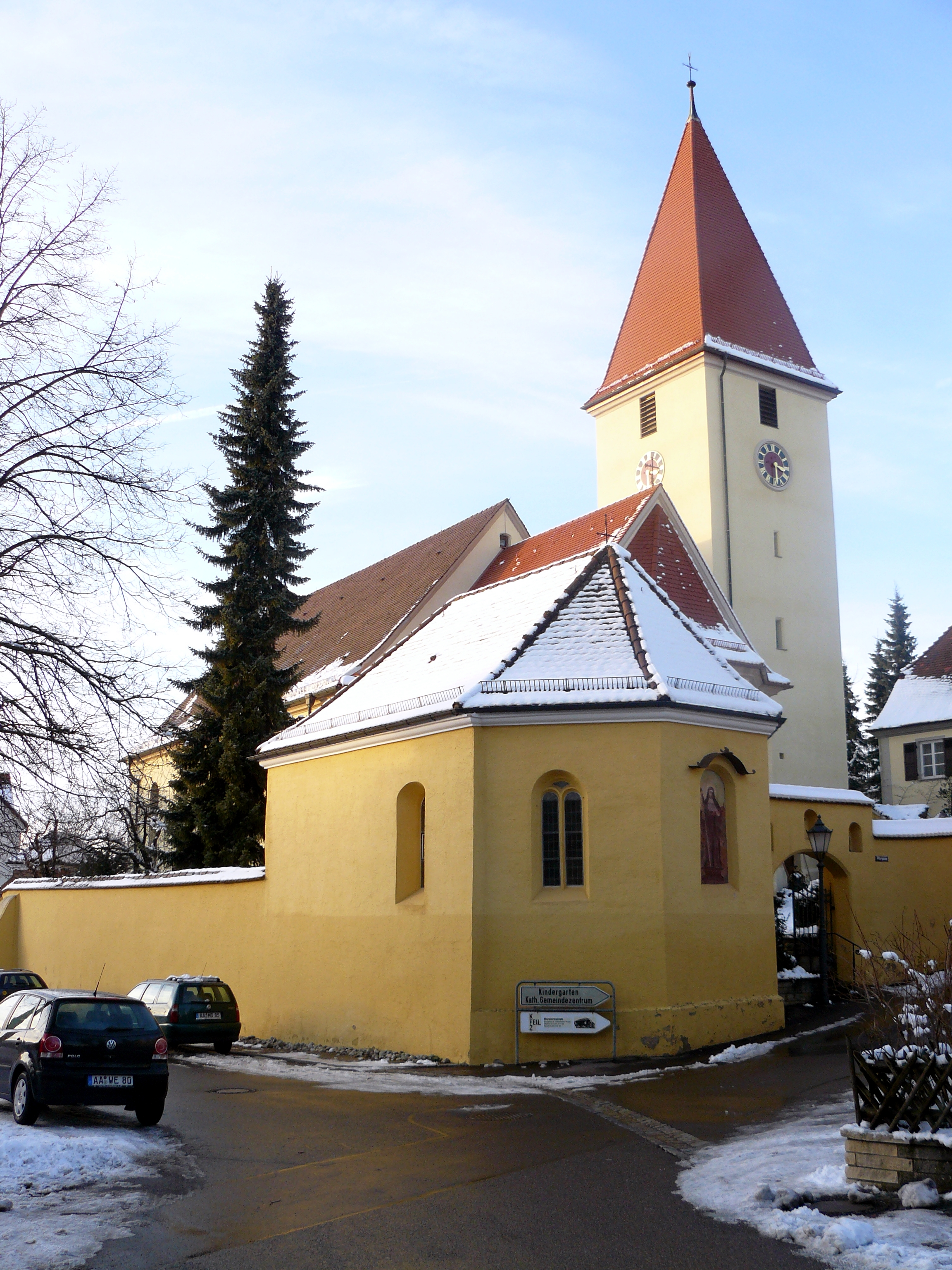
聖ゲオルク教会

ホーフェンの聖ゲオルク教区教会は防衛教会で、現在の身廊は1762年から1775年に建設された。教会の近くに後期ゴシック様式のオッティーリエン礼拝堂があり、入り口の上には1462年の年号が記されている。先行する建物の基礎は11世紀と13世紀のものである。
ウンターコッヘンの聖マリア教会は、1248年に最初の記録がなされており、アーレンのカトリック信者は長きにわたってこの教会に属していた。ヴァルトハウゼンの聖ニコラウス教区教会は1699年から1716年に建設された。ヴァッサーアルフィンゲンは、初めはホーフェンの支教会であったが、おそらく1353年に聖シュテファヌス礼拝堂が建設され、1832年に増築された。1834年に固有の教区が設けられた。1881年から1883年に聖シュテファヌス教会がネオロマネスク様式で建設され、現在はこの教会区の象徴的建造物となっている。これ以後礼拝堂は「アルテス・キルヒレ」（古い小教会）として知られている。ファハゼンフェルトも1895年に固有の教会「最も聖なる心のイエス」教会を設けた。アーレン市内のすべてのカトリック教会は現在、ロッテンブルク＝シュトゥットガルト司教区オストアルプ主任司祭区の4つの司牧会に統合されている。この司牧会は、アーレン市外の町村をも含んでいる。エッシンゲン、デヴァンゲン、ファハゼンフェルトは司牧会2に、ホーフェンとヴァッサーアルフィンゲンは司牧会4に、アーレンの2つの教会とホーフヘルムヴァイラーは司牧会5に、ヴァルトハウゼン、エプナート、オーバーコッヘン、ウンターコッヘンは司牧会6に属している。

#### その他のキリスト教団体
ほとんどのキリスト教会およびキリスト教団体が ACK（キリスト教会作業共同体）に加盟している。アーレンではAAC（アーレンキリスト教作業共同体）と自称している。これには福音主義教会組織の他に、アガーペ・ミッション、クリステン・イム・ベルーフ (FGB MFI)、クリストリッヒャー・フェライン・ユンガー・メンシェン・アーレン、バーデン＝ヴュルテンベルク・アピス＝福音主義組織連盟、福音主義自由教会組織（バプテスト）、福音主義メソジスト教会、ホフヌング・フュア・アレ、ノーミー e.V.、フォルクスミッションが参加している。
アーレンのこの他の教会組織としては、ビブリッシェ・ミッションスゲマインデ、フライエ・ビベルトロイエ・ゲマインデ、フライエ・クリストリッヒェ・ゲマインデ、セブンデイズアドヴェンティスト自由教会、CVJMヴァッサーアルフィンゲン、福音主義およびカトリック大学共同体（EKHGアーレン）、シュトゥーデンテンミッション (SMD) がある。
さらにはエホバの証人や新使徒派教会もある。

#### その他の宗教
19世紀末までアーレンにはユダヤ人はいなかった。1886年に4人のユダヤ人が初めてこの街に住んだ。その数は、1900年までに10人に増加し、1905年までに7人に減少し、1925年まで変化がなかった。1933年に国家社会主義者が権力を掌握した頃、アーレンには2人の子供を含め合計7人のユダヤ人が住んでいた。1938年の迫害活動（水晶の夜）の際、アーレンでは3軒のユダヤ人商店のショーウィンドウが粉々にされ、店主はその後何週間も勾留された。釈放された後、アーレンのユダヤ人のほとんどが移住していった。アーレンに最後まで残ったユダヤ人女性ファニー・カーンは1939年当時コッハー通り 18番地に住んでいたが、1941年にオーバードルフ・アム・イプフ（現在はボプフィンゲンの一部）に強制移住させられ、その後トレブリンカ絶滅収容所で殺害された。現在アーレンにはこの女性にちなんで命名された通りがある。ユダヤ人のマックス・プフェッファーは1948年にブリュッセルからアーレンに戻り、店を再開したが、1967年にイタリアに移住した。合計5人のアーレンのユダヤ系住民が逮捕・殺害された。
アーレンにはイスラム教の Ditib組織があり、ウルマー通りに D.I.T.I.B.-モスク・アーレン (Merkez Camii) を有している。このモスクは、2008年8月30日に鍬入れがなされた。イスラム教組織 Millî Görüş もウルマー通りに ファーティフ＝モスクを有している。金曜日ごとに約 850人の信者がここに集まる。

## 行政

### 行政共同体
アーレン市は、エッシンゲンおよびヒュットリンゲンとともに行政共同体を形成している。

### 市議会
市議会は、2014年選挙後の時点で、51議席からなっている。市議会議員の任期は5年である。

### 首長
アーレン市のトップは、1374年からすでに「ビュルガーマイスター」（市長）と「ラート」（議会）であった。16世紀には2人、その後は3人の市長がいた。議会は1552年には13議席であった。その後行政トップについて何度も組織の改変が行われた。ヴュルテンベルク時代には1人のビュルガーマイスターが、1819年からはシュタットシュルトハイムが街のトップとなった。1947年以降、都市のトップの公式名称は、「オーバービュルガーマイスター」（上級市長）とされた。上級市長は8年ごとに直接選挙で選出される。彼は市議会の長であり、投票権を有する議員でもある。その代行者は、公式名称を「エルスター・ビュルガーマイスター」（直訳すると「第一市長」）および「ビュルガーマイスター」（直訳すると「市長」）という2名の副市長である。
1945年以降のアーレンのトップを以下に列記する。
- 1945年 - 1950年: オットー・バルフ
- 1950年 - 1975年: カール・シューベル
- 1976年 - 2005年: ウルリヒ・プファイフレ (SPD)
- 2005年 - 2013年: マルティン・ゲルラハ（無所属）
- 2013年 - : ティーロ・レンチュラー (SPD)[52][53]

### 紋章と旗

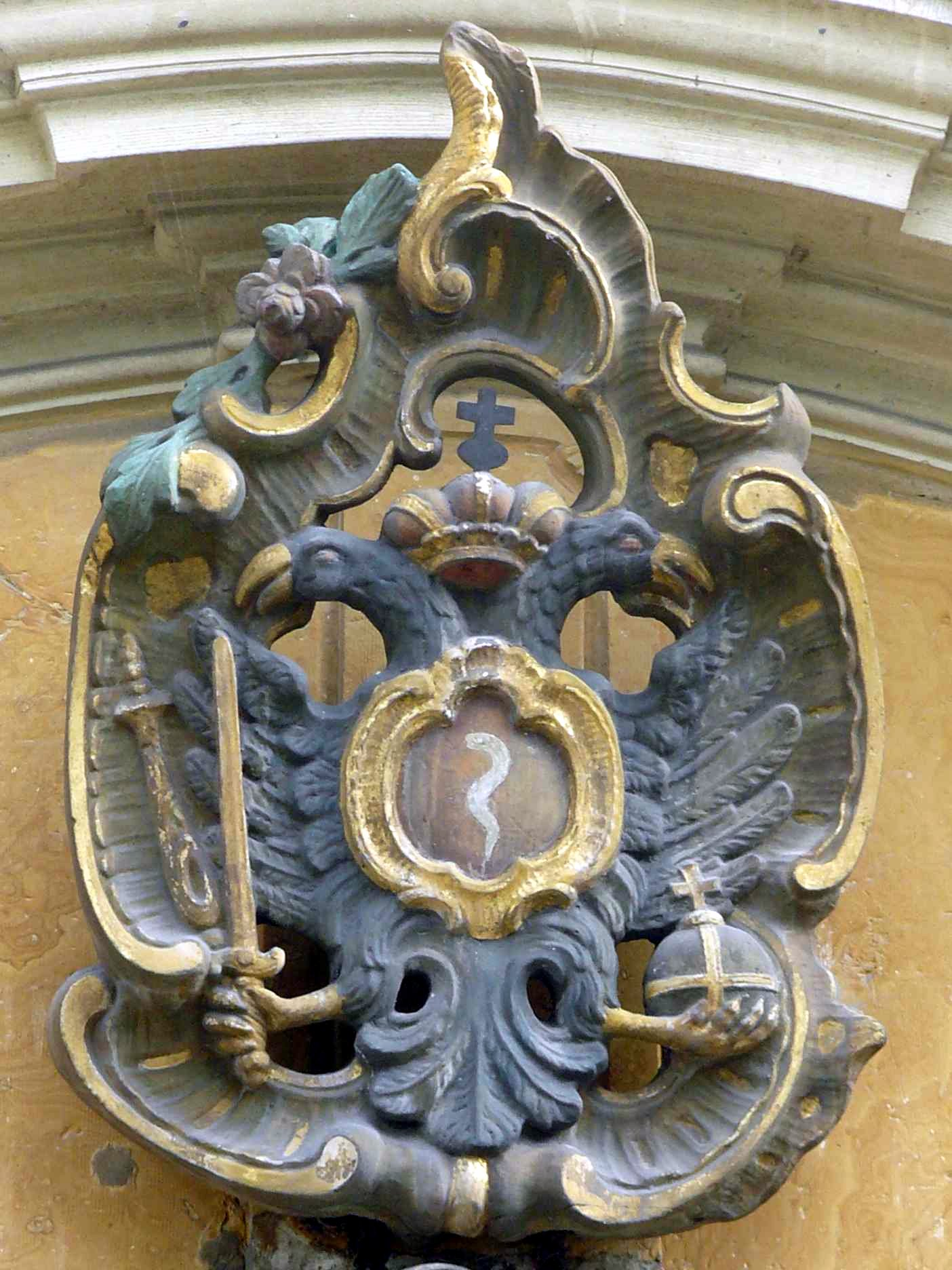
1766年のアーレン市の紋章

アーレンの幟

アーレン市の紋章は、金地に、赤い舌を出した黒い鷲が描かれている。その胸部を、赤地に曲がりくねった銀のウナギ (ドイツ語: Aal) を描いた小盾が覆っている。鷲とウナギは、1385年の市の印章に紋章動物として描かれており、鷲は帝国直轄都市アーレンを表している。地域再編後、1976年11月16日にシュトゥットガルト行政官区当局は改めてこの紋章を認可した。
アーレン市の旗は、赤 - 白のストライプに、市の紋章が描かれている。
本市の名称の由来は明らかではない。マテウス・メーリアン（1593年 - 1650年）は、「ウナギがよく見られる」コッハー川の状態に由来すると推測している。他の説では、アーレンがローマ時代にアラの駐屯地だったことに由来するという説や、ローマ時代の城砦の名称 Aquileia を短縮したという説（ハイデンハイム・アン・デア・ブレンツ近郊にもこの地名が存在する）がある。さらには、「水」を意味するケルト語に由来するという説もある。

### 姉妹都市
アーレン姉妹都市協会 e.V. は、アーレンと姉妹都市との友好関係奨励活動を行っており、サークルや学生の交換交流や都市施設の建設などを促進している。帝国都市の日を記念して、2009年9月11日から13日に第1回の姉妹都市カンファレンスが開催された。
アーレンは以下の5つの姉妹都市を有している。
- サン＝ロー（フランス、マンシュ県）1978年[56]
- クライストチャーチ（イギリス、ドーセット）1981年[57]
- タタバーニャ（ハンガリー、コマーロム・エステルゴム県）1987年[58]
- アンタキヤ（トルコ、ハタイ県）1995年[59]
  - この姉妹都市関係は、1962年にトルコからアーレンに移住し、最終的には外国人労働者の社会コンサルタントになったイスマイル・デミルタスの主導によって成立した[60]
- チェルヴィア（イタリア、エミリア＝ロマーニャ州）[61]

### 支援・協力関係
1980年の帝国都市の日を記念して、アーレン市はヴィシャウアー言語島（チェコ、南モラヴィア地方）から追放された3,000人以上のドイツ人を1980年9月13日に受け容れた。このうち 972人は1946年にアーレンに移住していた。ヴィシャウアー言語島とは定期的に郷土交流会を行っている。この時の衣装は、旧市庁舎に保管されている。

## 文化と見所

### 演劇
市は、アーレン市立劇場を運営している。1991年に創設され、6人の常勤の役者を擁するこの劇場は、最も新しいというだけでなく、最も小さいドイツの市立劇場でもある。この劇場は、通常の演劇上演の他に、あらゆる年齢層のための4つの演劇クラブを運営している。2012/2013年のシーズンには、約500公演に23,000人以上の観客が訪れた。劇場支配人はトニオ・クラインクネヒトである。
また、芸術監督ジークフリート・ホップに率いられたアマチュア劇団シュピール＆テアターヴェルクシュタット・オストアルプ e.V.（直訳すると芝居・演劇工房オストアルプ）がアーレンを本拠地としている。3つの演劇クラブを擁するこの公益団体は、毎年「オストアルプ芝居・演劇の日」を主催している。

### 芸術協会
アーレン芸術協会は1983年に視覚芸術の奨励を目的に設立され、ドイツ芸術協会作業共同体 (ADKV) に属している。400人以上の会員を擁するこの協会は旧市庁舎に入居しており、主に現代芸術の紹介を行っている。代表者はアーレンの芸術家で美術教師のアルトゥール・エルマーである。

### シューバルト文学賞
アーレンで幼少期を過ごしたクリスティアン・フリードリヒ・ダニエル・シューバルトの栄誉を讃えて、市は1955年にシューバルト文学賞を制定した。これはバーデン＝ヴュルテンベルク州で最も古い文学賞の一つである。この賞は2年ごとに、「自由で偏見のない考え」のシューバルトにふさわしい作品を創作したドイツ語作家に対して、15,000ユーロの賞金とともに授与される。

### 博物館

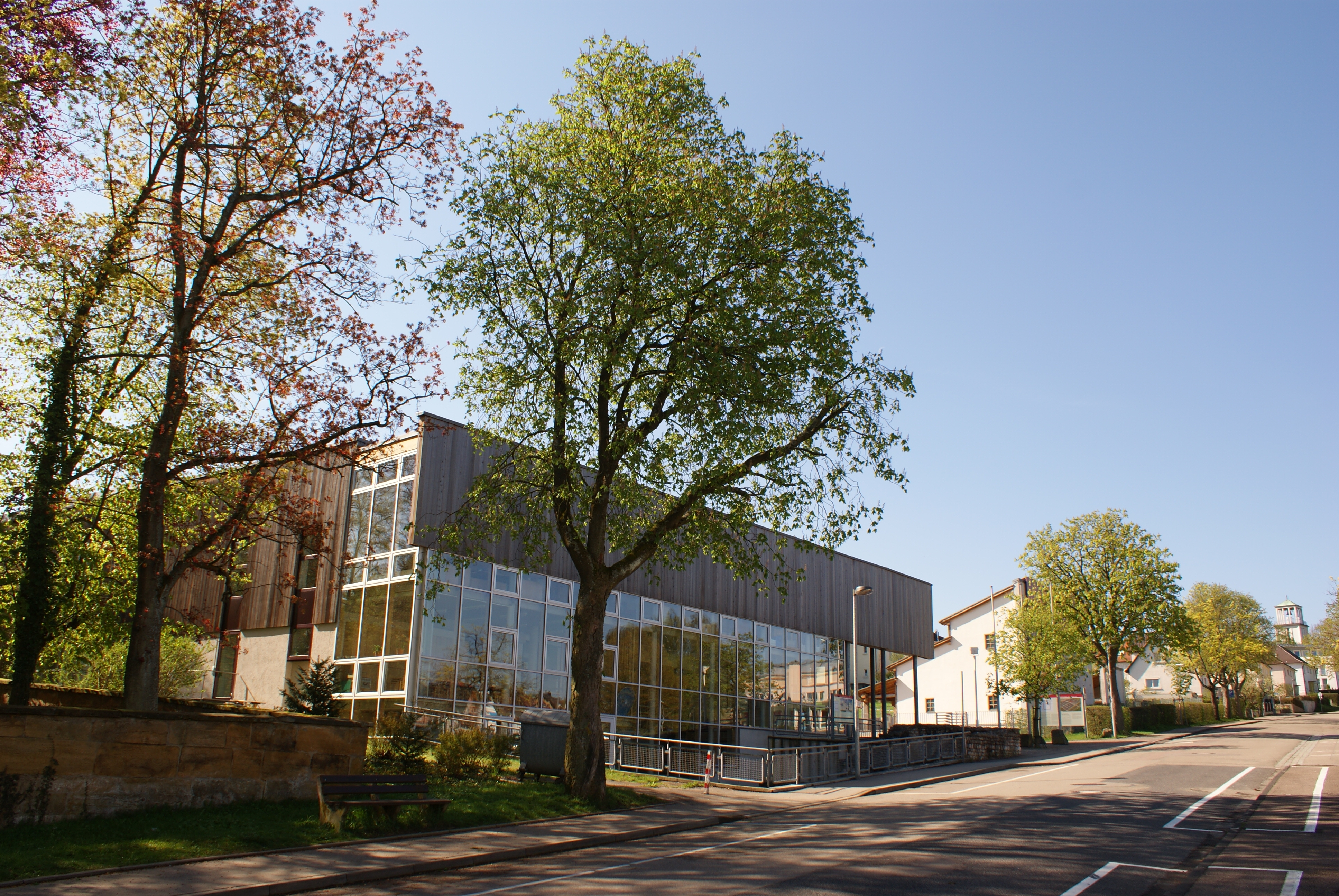
アーレン・リーメス博物館

アーレンには2つの博物館がある。リーメス博物館は、約1800年前にオーバーゲルマニッシュ＝レティシャー・リーメス沿いの、アルプスの北側で最大の騎士の城があった場所に建っている。ここにはローマ占領時代の数多くの出土品が展示されている。博物館の近くに位置する騎士の城砦を歩いて見学することもできる。博物館の敷地内では、2年ごとに「ローマの日」（祝祭演劇）が開催される。
歴史的市庁舎内の地質学＝古生物学博物館（環境博物館と呼ばれる）では、シュヴェービッシュ・アルプで採取された、アンモナイト、魚竜、珪化したサンゴなどの化石を見ることができる。
ヴァルトハウゼンの郷土室では、農業や農民の生活をテーマにした展示がなされている。
ヴァッサーアルフィンゲンには2つの博物館がある。ヴァッサーアルフィンゲン博物館には、郷土博物館の他に芸術ギャラリーが設けられており、たとえばヘルマン・プロック、ヘルムート・シュスター、ジーガー・ケーダーなどの作品が収蔵されている。この他に、ヴァッサーアルフィンゲンには、シュヴァーベン精錬所 (SHW) のオーブンプレート・コレクションを見ることができる。SHW のデザイナーやモデル職人が紹介され、設計から完成までの鋳造板製造工程が展示されている。

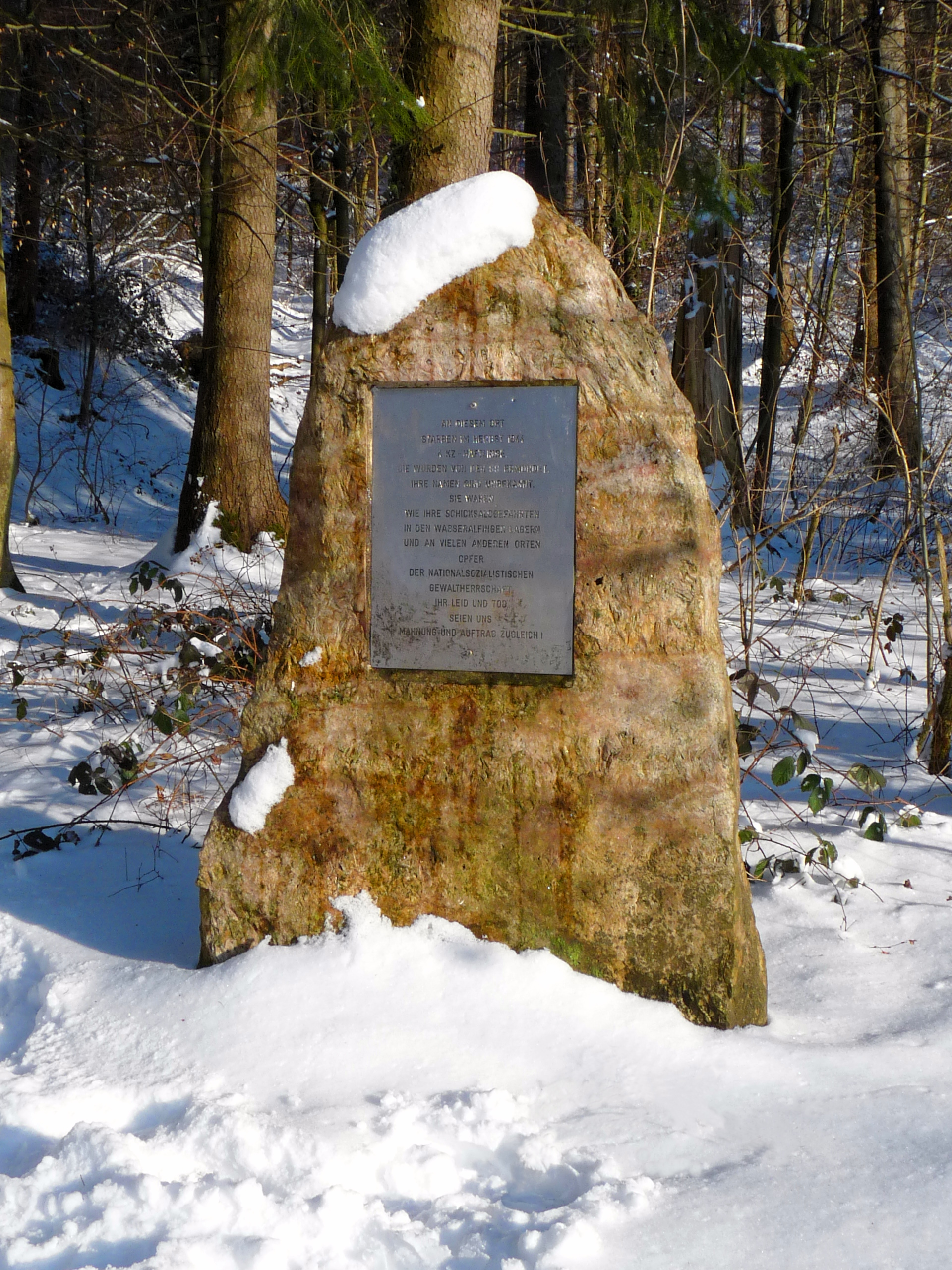
ヴァッサーアルフィンゲンのシラーリンデの記念碑

### 記念碑
ヴァッサーアルフィンガー坑道の高台にあるシラーリンデの記念碑は、ここで亡くなった4人の強制収容所外部収容所の収容者を記念している。同じくヴァッサーアルフィンゲンの墓地には、ポーランド語で「ヒトラー主義の犠牲者」と刻まれた、亡くなった強制労働者を追悼する記念碑がある。この碑はソヴィエト人やポーランド人が埋葬されていた場所に建てられた。
アーレン市は1954年に、両大戦の犠牲者や追放された人々のために、追悼の記念碑として鐘の塔を建立した。設計はエミール・レオが行った。鐘はカール・シュナイダーが製作した。塔は申請すれば上ることができる。夕方18:45頃に（2003年までは19:45頃だった）追悼の鐘が鳴らされる。

### 音楽
アーレン市には、1958年から音楽学校が存在している。現在は約 1,500人の学生が、27人の音楽教師、30の専攻コースを学んでいる。2009年からラルフ・アイスラーが市立音楽学校の校長を務めている。
1977年にアーレンに交響楽団が結成された。現在はアーレン交響楽団 e.V. として、主に音楽学校の生徒と教師で構成されている。このオーケストラのコンサートは1年に3回行われる。1月のニューイヤーコンサート、7月のシンフォニーコンサート、12月のクリスマスコンサートである。
また、アーレンでは定期的に音楽フェスティバルが開催される。たとえばアーレン・ジャズフェストなどである。
アーレン消防団は、1952年から音楽隊を結成しているが、そのルーツは1883年にまで遡る。

### 建築

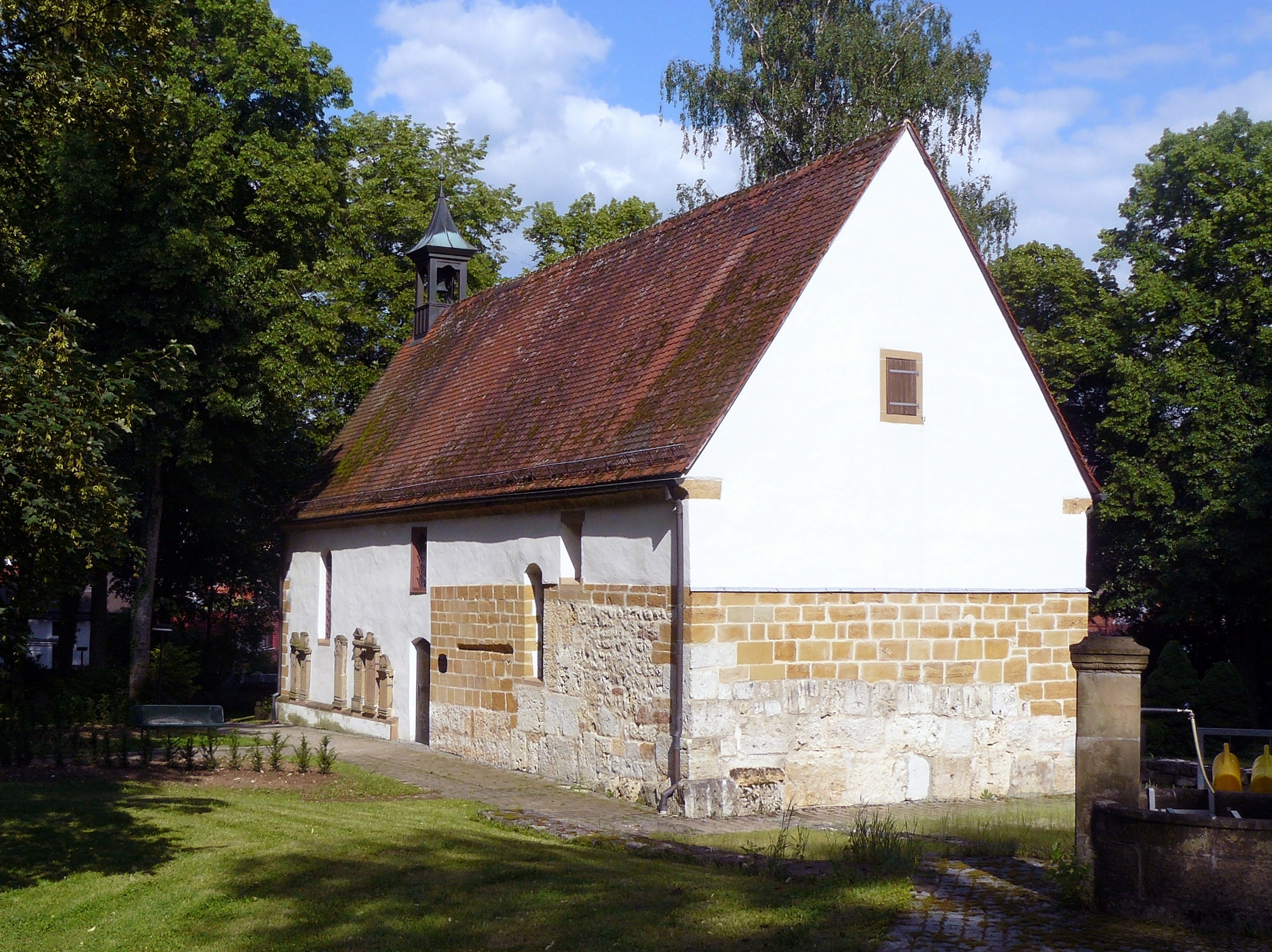
アーレンのヨハネス教会

#### 教会
内市街は、歩行者専用区域の中心に建つ福音主義の市教会聖ニコラウス教会が威厳を放っている。1765年から1767年に現在の形で建てられた教会は、アーレンで唯一の大規模な後期バロック建築であり、アーレンの福音主義教会組織の中心的教会である。
ヨハネス教会は内市街西部のヨハニス墓地にある。建築には、ローマ神殿の石材が転用されており、バーデン＝ヴュルテンベルク州で最も古い教会の一つに数えられている。教会内には13世紀初めのフレスコが見られる。
この他の教会には
- 聖シュテファヌス教会
- クリストゥス教会
- ザルヴァートール教会

に加えて、「宗教」の節で言及した教会がある。
- ヨハネス教会のフレスコ
- ヴァッサーアルフィンゲンの聖シュテファヌス教会
- ウンターロムバッハのクリストゥス教会

#### 「スパイ」を持つ歴史的市庁舎

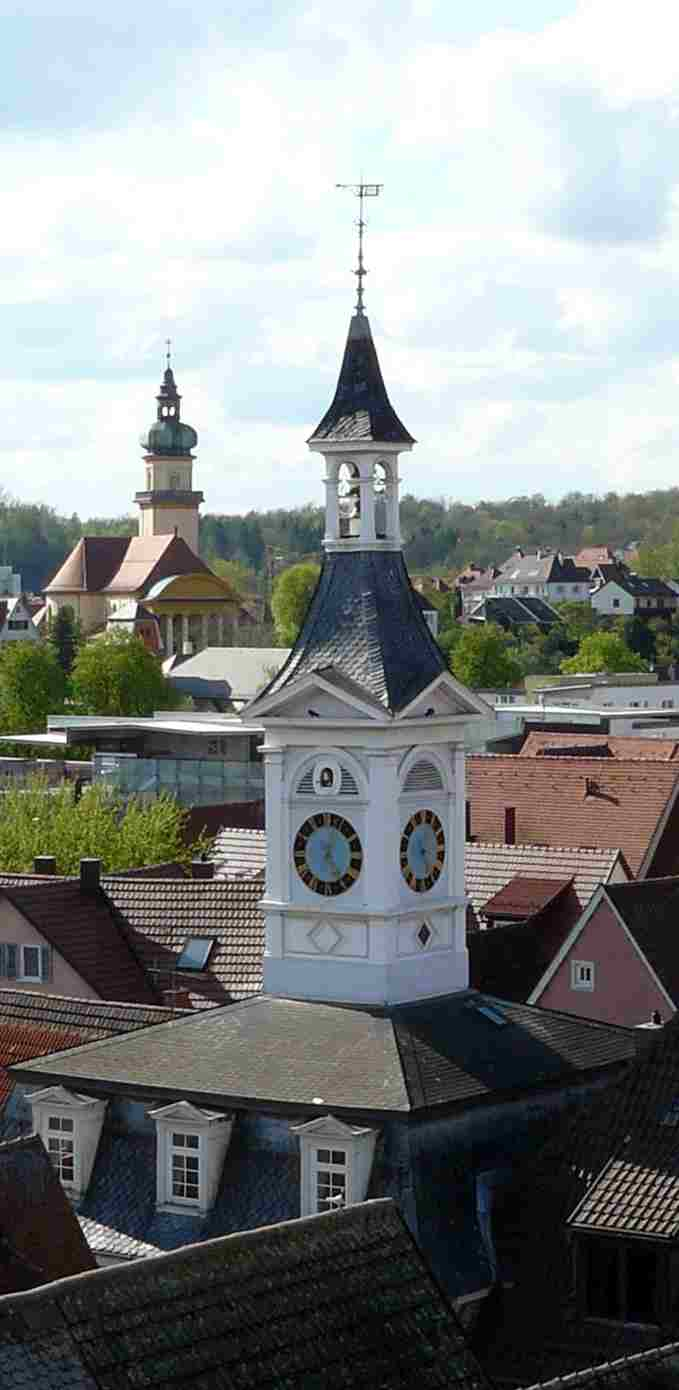
アーレンの「スパイ」塔

歴史的市庁舎は、元々14世紀に建造された。1634年の大火の後、1636年から再建が始まった。市はラウターブルクで時計を購入し、帝国都市ニュルンベルクがこれに取り付ける機械仕掛け人形を寄贈した。これは「アーレンのスパイ」と呼ばれているが、1884年の火災で人形が焼失し、「アーレンのスパイ」のレリーフだけが遺されている。再建された塔に設置されて以後、これは本市の象徴的建造物となった。この建物は1907年までアーレン市の市庁舎として利用された。1977年からは地質学＝古生物学博物館が入居している。
伝説によれば、「アーレンのスパイ」は、皇帝軍による破壊から市民を逃れさせたという。
帝国都市アーレンは皇帝と反目し、皇帝はこの街を占領するために門前に兵を進めた。アーレン住民は恐怖に駆られ、敵軍の強さを探るために一番の知恵者を敵陣に潜入させた。彼は迷うことなく敵の真ん中に出向き、当然捕らえられ、皇帝の前に引き出された。彼は何が欲しいか問われ、次のように応えた。「驚くことはありません、陛下。私はただ、あなた方がどれほど多くの大砲や兵器を持っているのか見たいだけです。つまり、私はアーレンのスパイというわけです。」皇帝はその大胆さと愚者を装う演技に笑い出し、全軍を案内して、帰らせた。皇帝はその後すぐに軍隊とともに引き上げた。皇帝は、あれほど賢い男が住む街は保護する価値があると感じたのである。

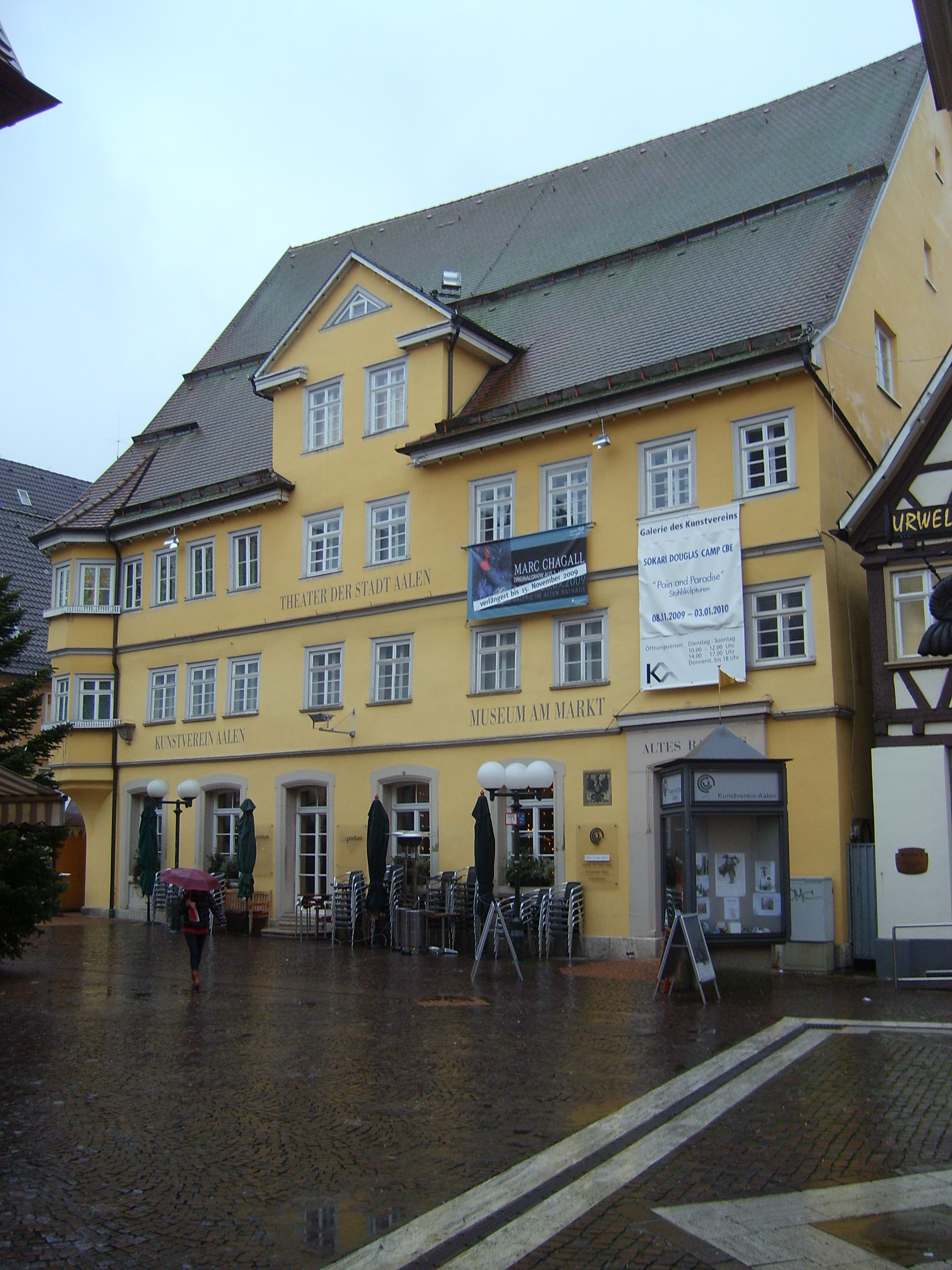
アーレン芸術協会が入居する旧市庁舎

#### 旧市庁舎
旧市庁舎は1575年に初めて文献に記録されている。その外壁には、1664年に作られたアーレン市の最も古い紋章が掲げられている。この建物には1851年までホテル・クローネ＝ポストが入っており、同時にツルン＝ウント＝タクシス＝ポストの宿駅を兼ねていた。長い歴史の中で、ここには著名な人物が投宿した。N の字が描かれたナポレオン窓と呼ばれる窓は、1805年にフランス皇帝ナポレオン・ボナパルトが宿泊したことを記念したものである。伝説では、フランスの兵士たちが「アーレンのスパイ」を笑いものにしていた時にたてた大きな音にナポレオンが驚き、頭をぶつけて血まみれになったという。1907年から1975年までこの建物はアーレン市の市庁舎として用いられた。元在庫の建物にはアーレン芸術協会、アーレン市の劇場のスタジオ、演芸カフェが入居している。支援・協力関係を結んでいるヴィシャウアー言語島はこの建物内に衣装を保管している。

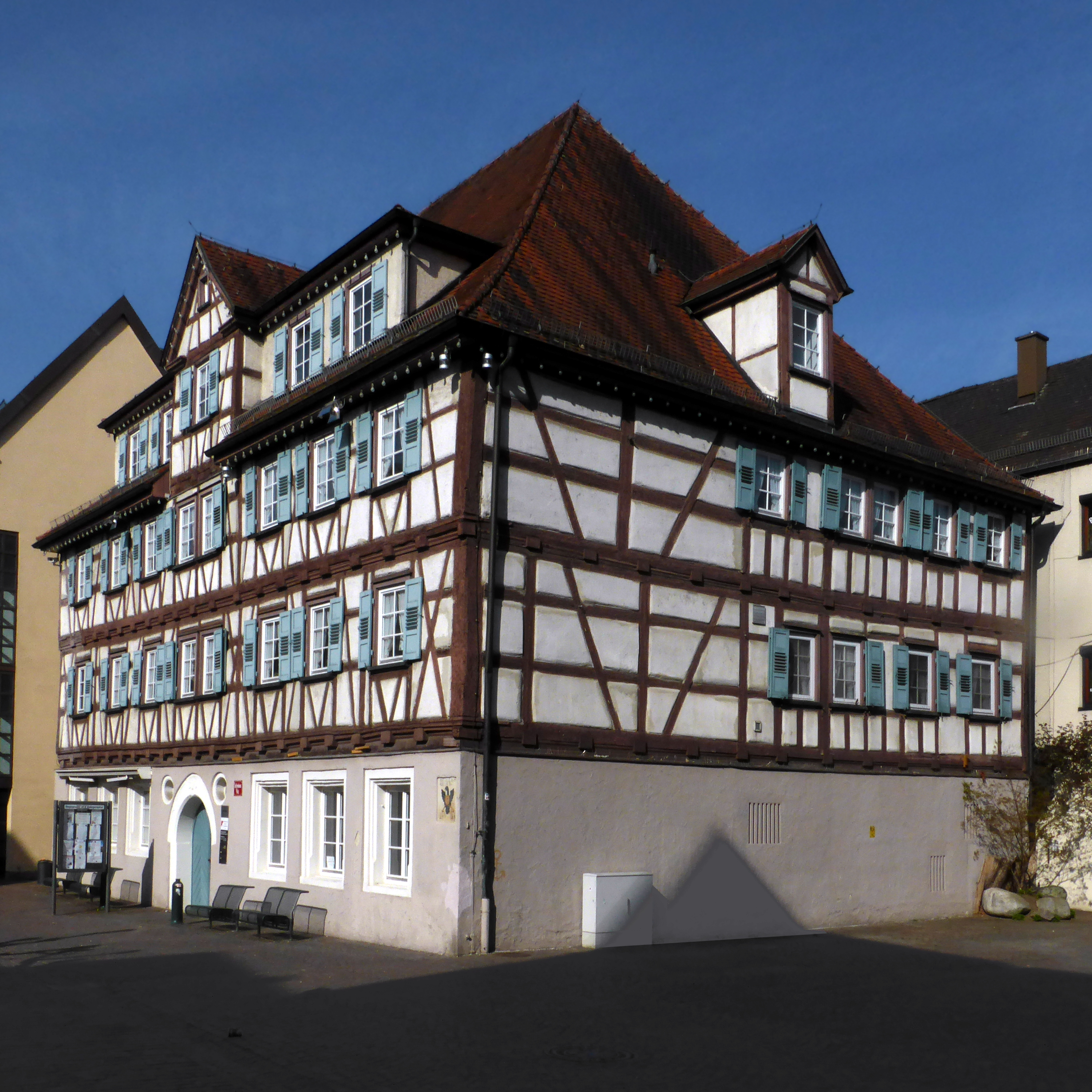
ビュルガーシュピタール

#### ビュルガーシュピタール
「ビュルガーシュピタール」は、1702年にシュプリッツェンハウス広場に建てられた木組み建築である。1873年までは市立病院として利用されていた。その後、老人ホームに転用された。大規模な修復後、1980年からは老人交流施設となっている。

#### リーメス＝テルメン
市の南、ランゲルト山の斜面に温泉浴場「リーメス＝テルメン」がある。この浴場はローマ古典期の様式で建設され、1985年にオープンした。この定評のある鉱泉は、水温 34 - 36℃で、深さ約 650 m から汲み上げられている。

#### マルクト広場
マルクト広場は、アーレンの歴史的な中心地であり、南の市庁舎から、北の歴史的市庁舎および旧市庁舎までの約 150 m であり、ここでラートガッセと合流している。1809年からここで水曜日と土曜日に週の市が開かれている。市庁舎前の帝国都市の泉の手前約 10 m に、アーレン、姉妹都市およびヴィシャウアー言語島の紋章のモザイクが埋め込まれている。

##### 市場の泉
マルクト広場の北端、歴史的市庁舎の前にヴュルテンベルク公エーバーハルト・ルートヴィヒの寄付によってアーレン市に水を供給するための泉が造られたのは1705年であった。この泉には、1705年に皇帝に即位し、1707年にアーレンに帝国都市特権を授けた皇帝ヨーゼフ1世像が設置されており、吐水樋を通して水が流されている。排水にはコッハー川から枝分かれした市内の小川が利用された。1870年代にアーレンの水道網が拡充され、この泉は約 100 m 離れた小さな流下式噴泉に置き換えられた。古い市場の泉は1975年にバロック様式で再建された。この泉には皇帝像のコピーが設置された。オリジナルは新市庁舎のロビーに展示されている。鋳鉄製の泉のプレートには、1718年のヴュルテンベルク公の紋章、アーレン市の紋章、アーレンに合併した旧市町村の紋章が描かれている。

##### 帝国都市の泉
帝国都市の泉は、マルクト広場南端の市庁舎前にある。この泉は1977年に彫刻家フリッツ・ヌスによって製作されたもので、アーレンの帝国都市時代（1360年 - 1803年）を記念するものである。周りを囲む泉のフリーズに配されたブロンズ像が市の歴史を象徴している。

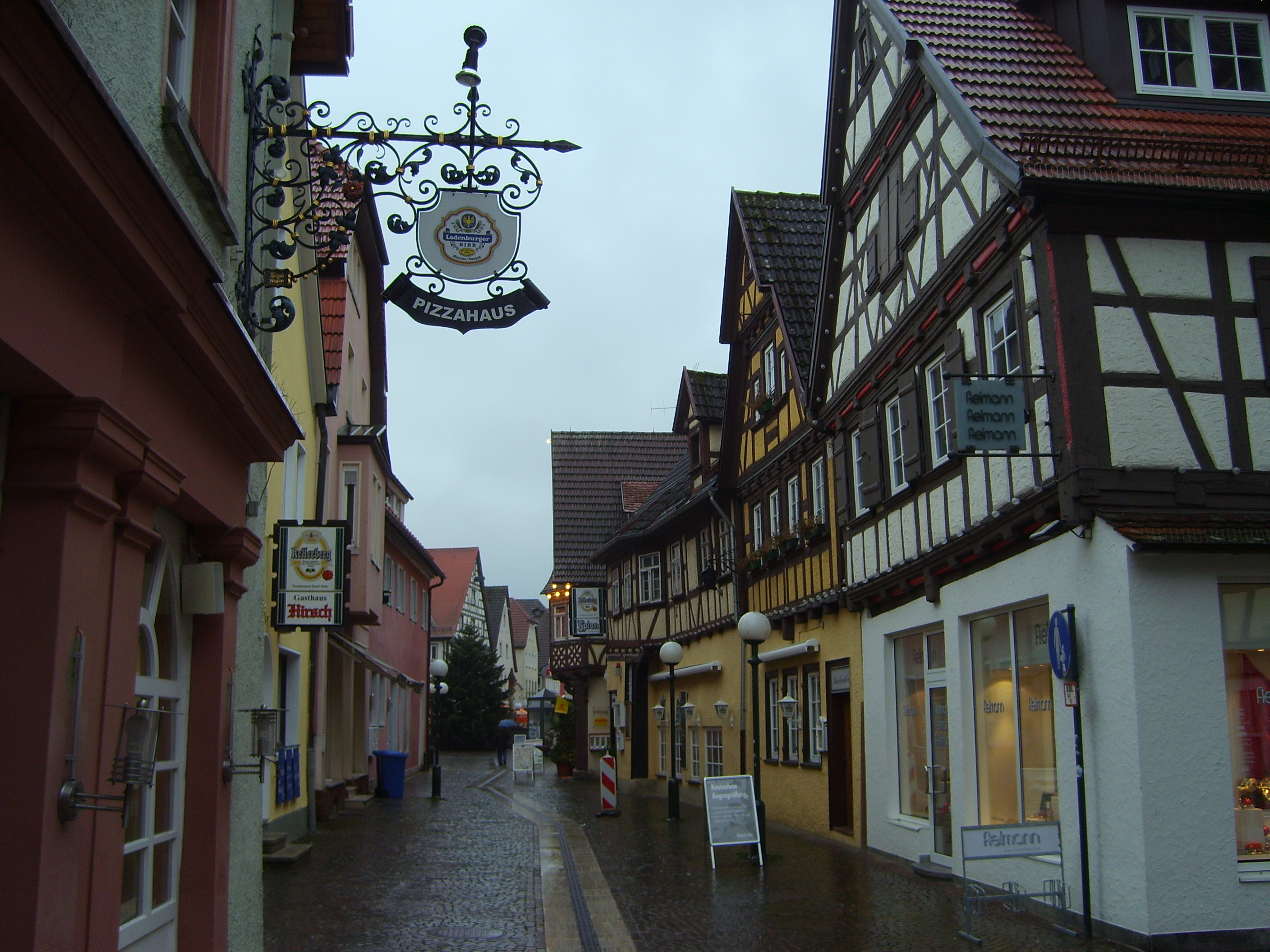
ラートガッセ

#### ラートガッセ
アーレンの最も古い家屋のファサードはラートガッセで見られる。ここには元々小さな池があった。その建物は1659年から1662年に典型的な都市農民の家として建設され、1980年代に修復された。この際、ファサードだけはオリジナルで遺された。建物自体は新たに建て直された。ラートガッセの名前の由来は旅館「ラート」で、現在もラートガッセ 15番地に建っている。

#### シュピタール通り
この街で最も古い建物群はシュピタール通りにある。これらの建物は1634年の火災で焼け残った数少ない建物である。これらはいずれも14世紀に建設され、1970年代に修復された。この際に化粧漆喰が剥がされ、木組みが公開された。興味深いのは木製の梁で、漆喰がよく付着するように刻み目が入れられている。

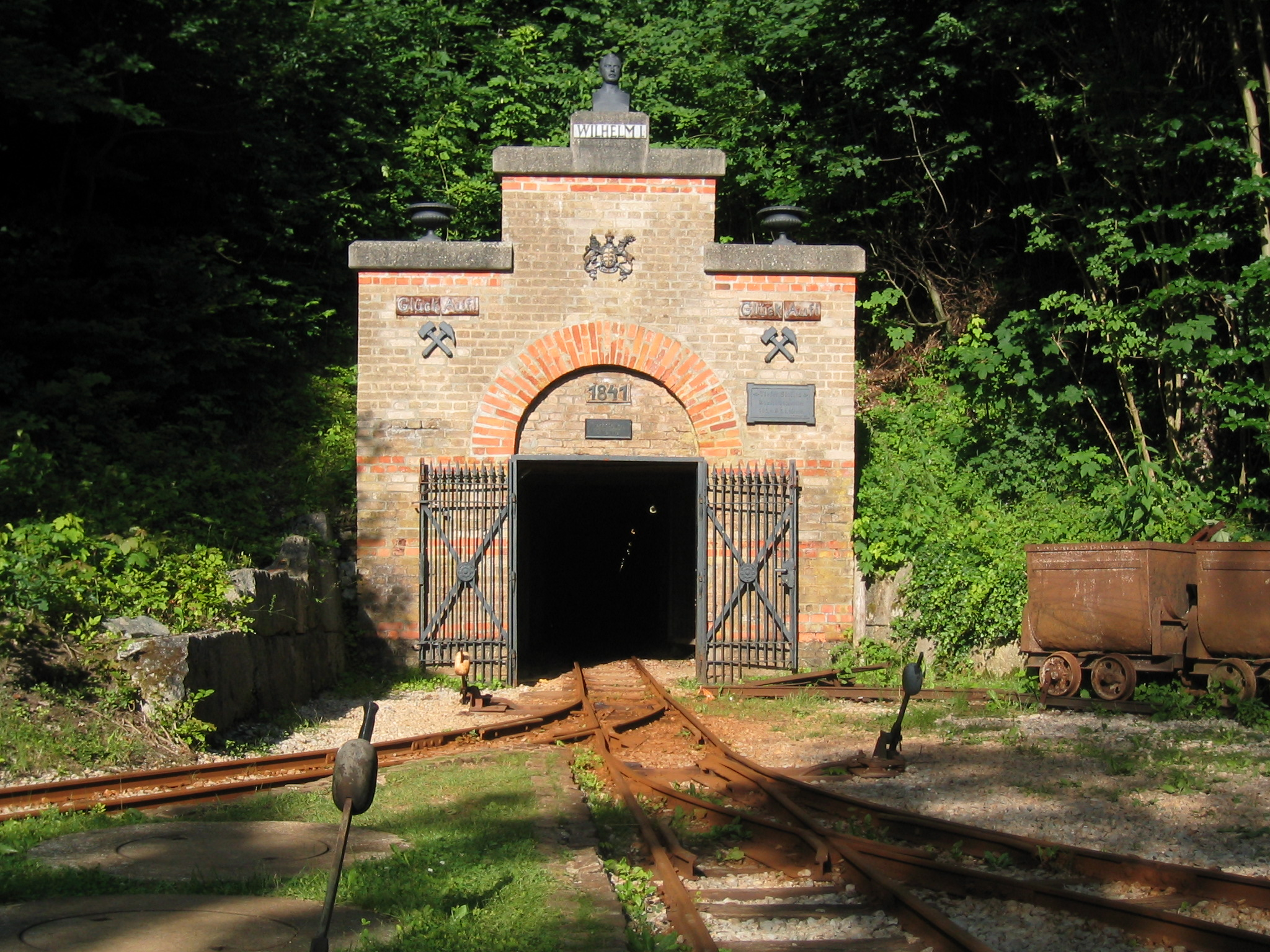
ティーファー・シュトレン見学坑道の入り口

#### ティーファー・シュトレン
ブラウネンベルクのヴィルヘルム鉄鉱石坑は、1987年に観光鉱山「ティーファー・シュトレン」（直訳すると「深い坑道」）に造り替えられた。当時の坑夫の作業効率が評価され、アーレン地域における初期産業文化の文化財となっている。アーレン市、振興協会、多くの市民が、延べ何千時間ものボランティア活動で鉱山を再び整備し直し、見学客が訪れることができるようにした。これにより、全体は放棄された当時の広さを取り戻した。1989年以降には「ハイルシュトレン」（直訳すると「健康坑道」）で、呼吸器疾患治療のための臥床療法も行われている。この坑道があるレートハルト地区はこれにより2004年に「健康坑道治療活動の村」という称号で知られるようになった。

#### アーレン天文台
アーレン天文台は、1969年にシューバルト＝ギムナジウムの学校天文台として建設された。2001年に市民天文台に機能変更され、これ以後アーレン天文作業共同体が運営している。この天文台はシラーヘーエにあり、アーレンに工場を有するツァイス社製の天体望遠鏡を2台備えている。ここでは定期的に観測会や天文学の講演会が開催されている。

#### ヴァルトハウゼン・ウィンドパーク
ヴァルトハウゼン地区のウィンドパーク（風力発電所）は、2007年初めに完成した。ここには、2000 kW の出力を持つ風力発電機が7基ある。それぞれの発電機のマストの高さは 100 m、風車の直径は 92 m である。

#### アールボイムレ
アーレンの南に位置するランゲルト山には高さ 26 m の展望塔アールボイムレがあり、人気のハイキング地となっている。1898年に高さ 10 m の最初の塔が建てられた後、1964年に2代目の、18.5 m の塔が建てられた。現在の3代目の塔は、1992年に鉄骨/木材建築物として建設され、天気の良い日にはアーレン越しにローゼンシュタインに至るヴェルラントやエルヴァンゲンまで眺めることができる。塔の下には冒険広場や小屋があり、塔に旗を掲げることで営業していることを示している。リーメス温泉の森林公園からアールボイムレまでは徒歩で約20分の道程である。
- リーメス＝テルメン
- アーレン天文台
- アールボイムレ

### 自然文化財

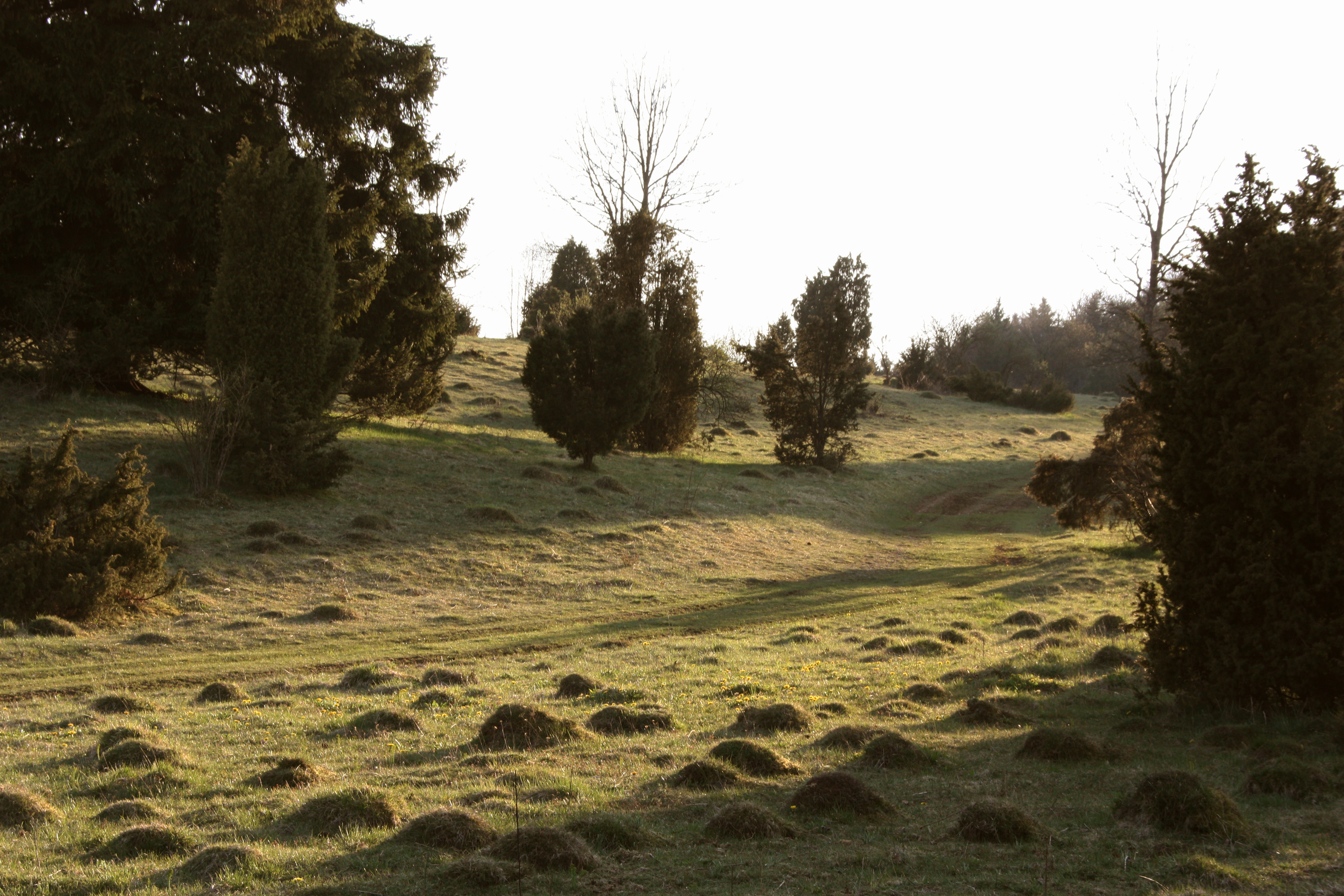
デレンホイレ自然保護区

バーデン＝ヴュルテンベルク州の環境、測量、自然保護省は、アーレンに6つの景観保護地区（「ラウテルンとアーレンとの間のアルプトラウフ（隣接する地域を含む）」、「ウンターコッヘンとバイアースホーフェンとのアルプトラウフ」、「ホーフェン周辺の丘陵地」、「クーゲルタール、エプナター・タール、ハイリゲンタールの一部とそれに隣接する地域」、「ラウバッハタール」、「ウンテーレ・ラインタール（近隣の谷を含む）」）のほか、2つの保護林（「グラスヒュッテ」と「コッハーウアシュプルング」）、60の平面自然文化財、30の自然文化財、2つの自然保護地区を指定している。
1969年に指定された、広さ 24.1 ha の「アーレンとネーレスハイムとの間のデレンホイレ自然保護区」は、ヴァルトハウゼン地区とネーレスハイム市エルヒンゲン市区にまたがる。ビャクシンが生育する牧羊地やオークが生育する牧草地の森である。
2000年に指定された、広さ 46.5 ha の「ゴルツヘーファーザンデ自然保護区」はホーフェン地区とヒュットリンゲン町との間にある。丘陵地の上に位置する更新世初期の砂丘は、地質学上の重要な文化財である。また、多彩な植生は危機にさらされた鳥類の生息地となっている。

### スポーツ

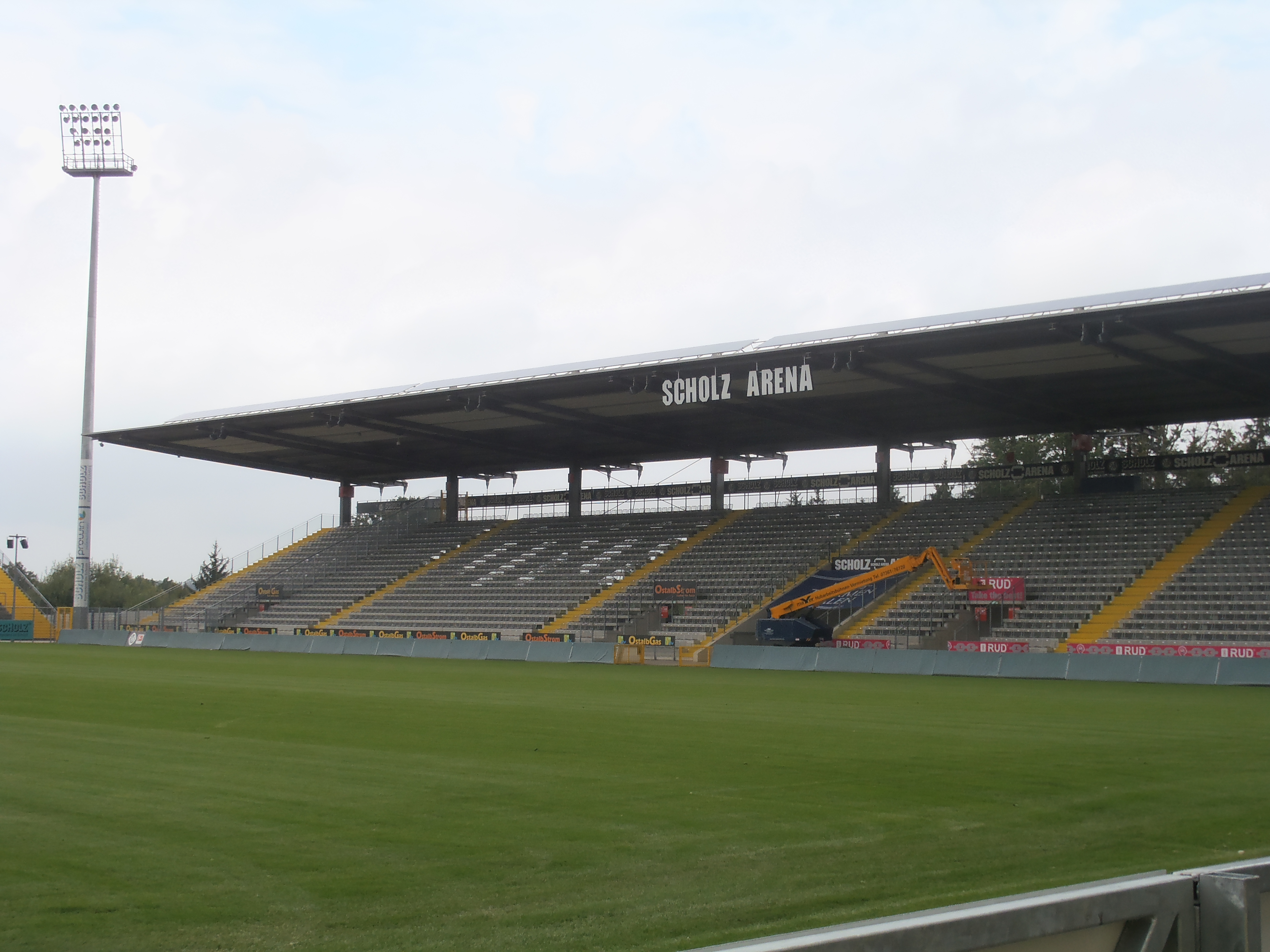
オストアルプ・アレーナ

#### サッカー
1921年に設立された VfRアーレンのサッカーチームは、2012年から2015年までの3シーズンをブンデスリーガ2部で戦った。2017年現在は3部リーグに所属している。1939年から1945年まで VfR は、当時のトップリーグであったガウリーガ・ヴュルテンベルクでプレイした。チームのホームグランドは、市の西部にあるオストアルプ・アレーナである。この施設はアーレン市の所有で、2008年まではアーレン市立ヴァルトシュターディオンと呼ばれていた。

#### レスリング
KSVアーレンはレスリング・ブンデスリーガで戦っている。このクラブは2005年に KSVゲルマニア・アーレンを母体として設立され、2010年にレスリング団体でドイツチャンピオンになった。それ以前のゲルマニア時代には、1976年以降の合計で、ドイツチャンピオン 8回、準優勝 5回の成績を収めている。もう一つのアーレンのクラブ TSVデヴァンゲンも2009年まではレスリング・ブンデスリーガで戦っていた。

#### アメリカンフットボール、野球、バレーボール
2つのアメリカのスポーツ、アメリカンフットボールと野球は、MTV アーレンが行っている。バレーボールもアーレンでは重要な役割を担っている。DJK アーレンの第1男子チームは、2008年/09年シーズンにレギオナルリーガに返り咲き、2011年/12年シーズンには新たに設立された3部リーグに参加した。

#### スキー
市の中心部の南に位置するランゲルト山（シュヴェービッシュ・アルプの北斜面にあたる）にはオストアルプ＝スキーリフトがある。スキー場は、高度差 30 m と 130 m の2本のティーバーリフト、長さ 800 m と 1200 m のゲレンデ、および初心者用ゲレンデを備えている。

#### ホッケー
アーレンでは1981年からホッケーのクラブチームが活動している。初めは VfR アーレンのホッケー部門として組織されたアーレンのホッケークラブは、1991年に VfR から分離し、1992年2月3日にホッケークラブ・スエビア・アーレン e.V. として新たに設立された。
フィールドシーズンの練習場はビュルグレの市立の人工芝グラウンドであるが、冬にはウルリヒ＝プファイフレ＝ハレで練習する。
男子チームは、2009年と2012年に、それぞれバーデン＝ヴュルテンベルク・フェアバンツリーガ3部から同2部に昇格した。このクラブの男子第2チームはフェアバンツリーガ6部に参加している。アーレンの女子チームは、2012年現在男子と同じくフェアバンツリーガ2部に所属している。この3チームの他に、数多くの成功したキッズチームやジュニアチームがあり、主に州レベルの大会に出場している。
2012年秋に第26回が開催された、ヨーロッパで有名なアーレン国際屋内ホッケー大会は特筆に値する。第25回であると同時に、アーレンでのクラブホッケー30周年が祝われた2011年記念大会では、女子はフュルトのチーム、男子はプルゼニ（チェコ）のチームが選ばれた。

### 年中行事

#### 帝国都市の日
1975年から毎年9月の第2週末に、アーレン内市街で「帝国都市の日」が祝われる。この祭は、オストヴュルテンベルク地方最大の市祭であるとされており、商店の開いている日曜日につながっている。この市祭には姉妹都市からの代表も参加する。市庁舎前広場では、祭の日曜日にエキュメニズムの礼拝が行われる。

#### ローマの日
国際的な「ローマの日」は、かつてのローマ城砦跡、現在のリーメス博物館の敷地で、2年ごとに開催される。2014年の第12回ローマの日には約8,000人の観客が訪れた。

#### アーレン・ジャズフェスト

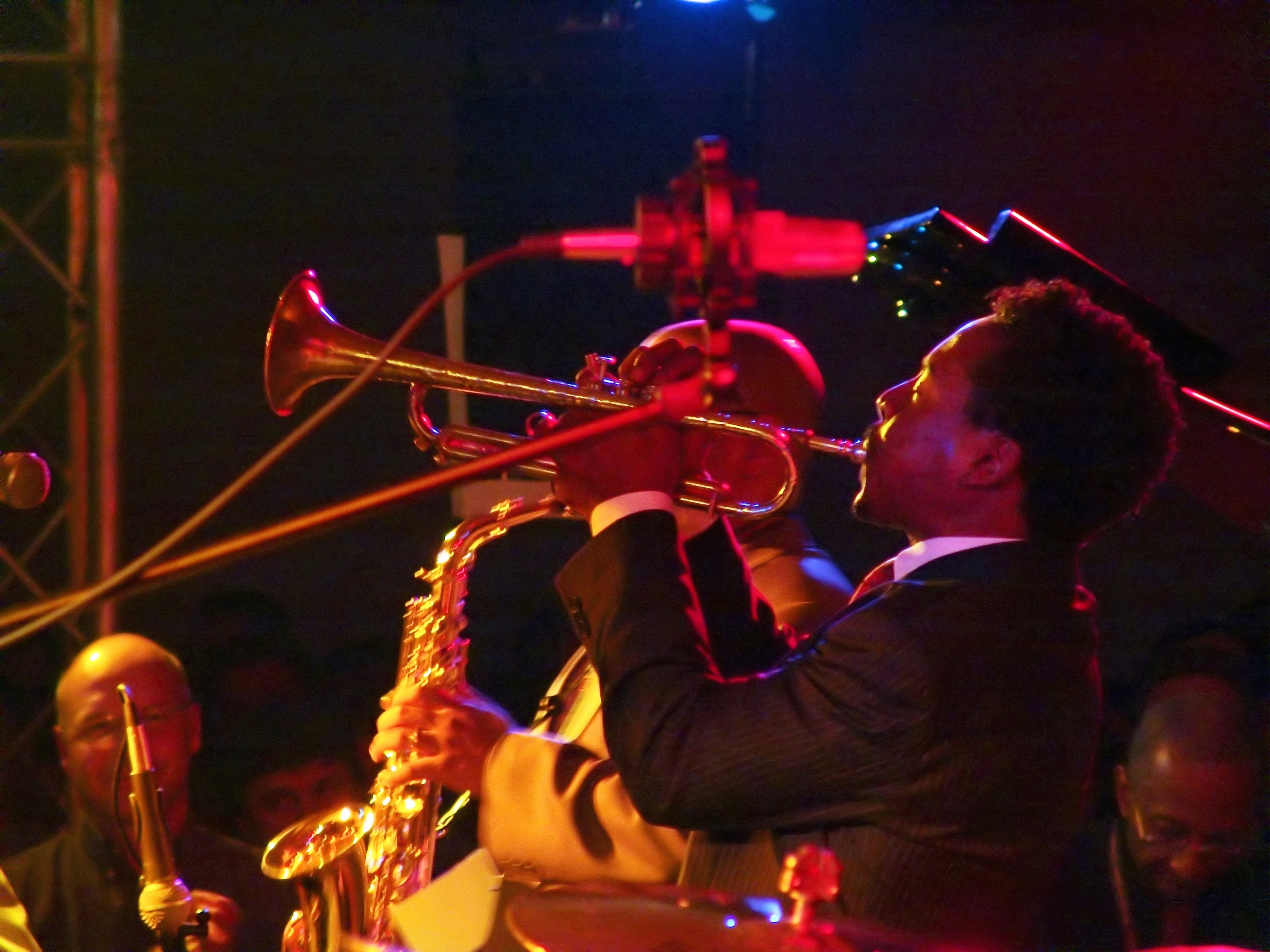
2008年アーレン・ジャズフェストでのロイ・ハーグローヴの演奏

アーレン・ジャズフェストは、毎年11月の第2週末に有名・無名のアーチストをアーレンに迎えて行われる。マイルス・デイヴィス、B.B.キング、レイ・チャールズ、デヴィッド・マレイ、マッコイ・タイナー、アル・ジャロウ、エスビョルン・スヴェンセン、アルベルト・マンゲルスドルフといったトップアーチストも過去のプログラムに名を連ねている。春や夏の単独のコンサートを含めると年間約 25 本のコンサートが開催され、合計約13,000人の観客が期待されている。

## 経済と社会資本
2016年6月30日現在アーレンには 33,836人の社会保険支払い義務のある労働者が住んでいる。13,197人 (39 %) が製造業に、20,512人 (61 %) がサービス業に従事している。また、2016年現在、1日あたり 19,200人が市外からこの街に通勤し、11,212人がこの街から市外に通勤している。

### 企業

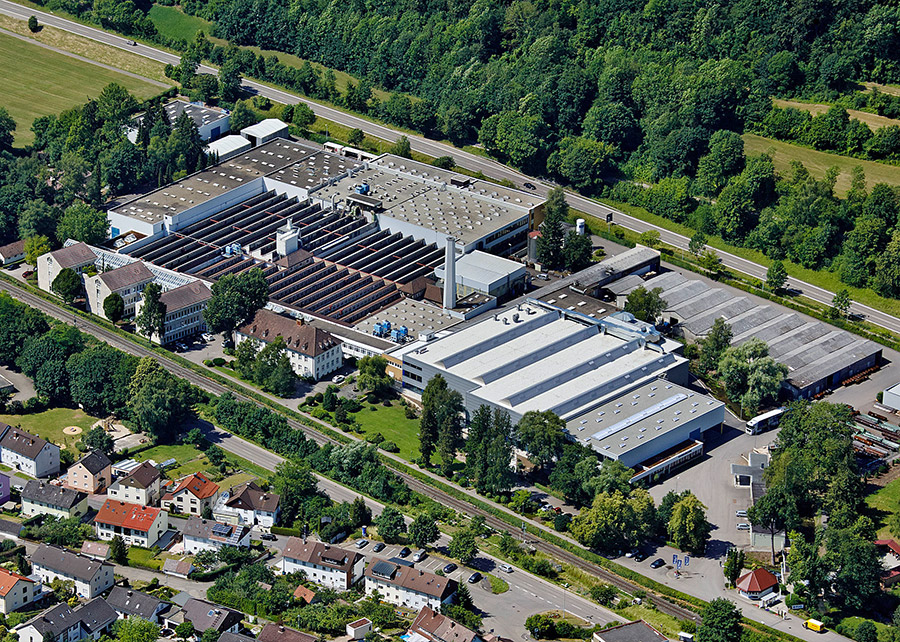
RUDコンツェルン本社

アーレンには、合計 6,032社の企業が存在する。このうち 1,346社が商業登記簿に登記している。1,550社が小規模企業、754社が手工業者である。
アーレンでは金属加工業が盛んである。機械製造業の他に、光学技術、製紙業、情報工学、繊維業といった工業分野が経済構造の重要な担い手である。
重要な企業としては、1671年に設立されたヴァッサーアルフィンゲンの工場を母体するシュヴァーベン精錬工場、アルフィング・ケスラー機械工場、工具製造の MAPAL ドクター・クレス、鎖製造業者 RUD ケッテン・リーガー & ディーツとその子会社のエルラウ AG、型鍛造のシュナイダー、印刷・出版業者 SDZ ドルック・ウント・メディエン、パルム製紙工場、アラームシステム製造のテレノート、紙問屋カール＝ハインツ・ガイガー、テレコミュニケーション企業 sdt.net AG、レーザーショー＝サービスの LOBO エレクトロニーク、繊維加工業者 リンデンファルプがアーレンに本社を置いている。アーレンに支社・支店を置いているのがイムテック、隣のオーバーコッヘンにあるのがカール・ツァイス AG である。

### メディア

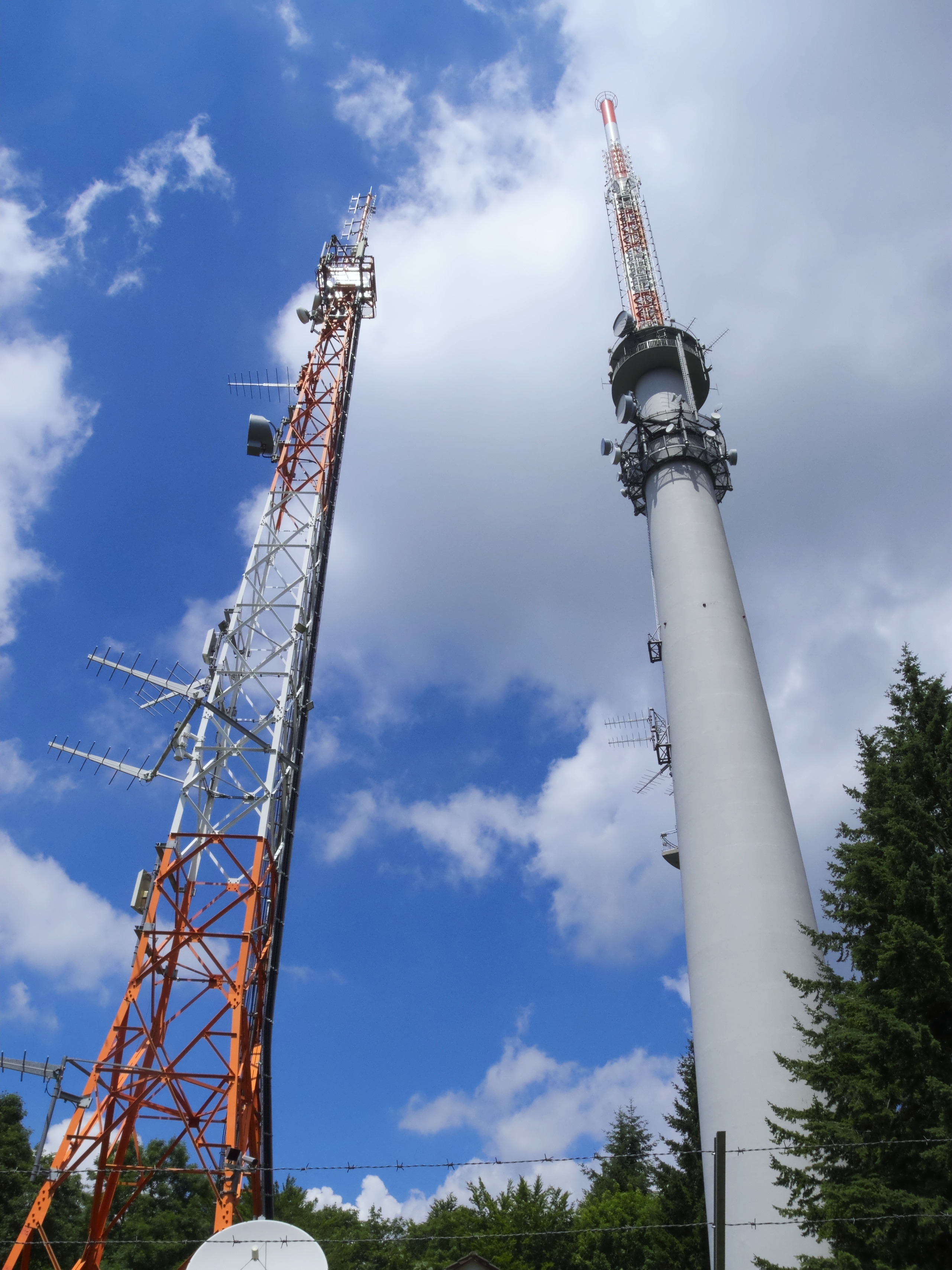
アーレン送信所

最初の地元紙として、1837年から水曜日と土曜日に「デア・ボーテ・フォン・アーレン」が刊行されていた。現在アーレンでは地元の日刊紙として「シュヴェービッシェ・ポスト」と「アーレナー・ナハリヒテン」（以前は「アーレナー・フォルクスツァイトゥング」という名前であった）が刊行されている。前者は全国面の記事をウルムのジュートヴェストプレスから転用している。後者はラーヴェンスブルクのシュヴェービッシェ・ツァイトゥングの地方版である。
アーレンをカバーするタウン誌としては、「クサヴァー」、「åla」、「ålakultur」がある。
民間放送局のラジオ・トーン、ラジオ 7、テレビ放送局のレギオ TV シュヴァーベンはアーレンにスタジオを有している。公共放送の南西ドイツ放送はアーレンにオストアルプ郡全域を担当する駐在員事務所を置いている。
この街には、書籍リサイクル業者のブラバント LZ プラス・メディア GmbH とレーゼツィルケル・ポータル GmbH がある。

#### テレビ・ラジオ塔
南西ドイツ放送はブラウネンベルクに、1956年からラジオとテレビの地上波送信所のアーレン送信所を有している。アンテナ支持装置として高さ 140 m の鉄筋コンクリート製の塔が建てられている。

### 公共施設
アーレンには、シュトゥットガルト上級地方裁判所エルヴァンゲン地方裁判所の下部組織にあたる区裁判所がある。さらにシュトゥットガルト労働裁判所の部局、公証人役場、税務署、職業安定所がある。本市は、オストアルプ郡郡役場、ヴュルテンベルク福音主義州教会アーレン教会管区、ロッテンブルク＝シュトゥットガルト司教区のオストアルプ首席司祭区の本部所在地である。オストアルプ首席司祭区は、かつてのアーレン、エルヴァンゲン、ネーレスハイム、シュヴェービッシュ・グミュント首席司祭区が統合された新しい首席司祭区である。
シュトゥットガルト行政裁判所、シュトゥットガルト労働裁判所、ウルム社会裁判所がアーレンを管轄している。
アーレンは市立病院を有している。1873年まではビュルガーシュピタールに入居していたが、その後アルテ・ハイデンハイマー通りの建物に移転した。1942年に郡から病院を引き継いだ。現在ケルプレスラインにあるこの病院オストアルプ＝クリニークムは1955年に開院した。

### 教育

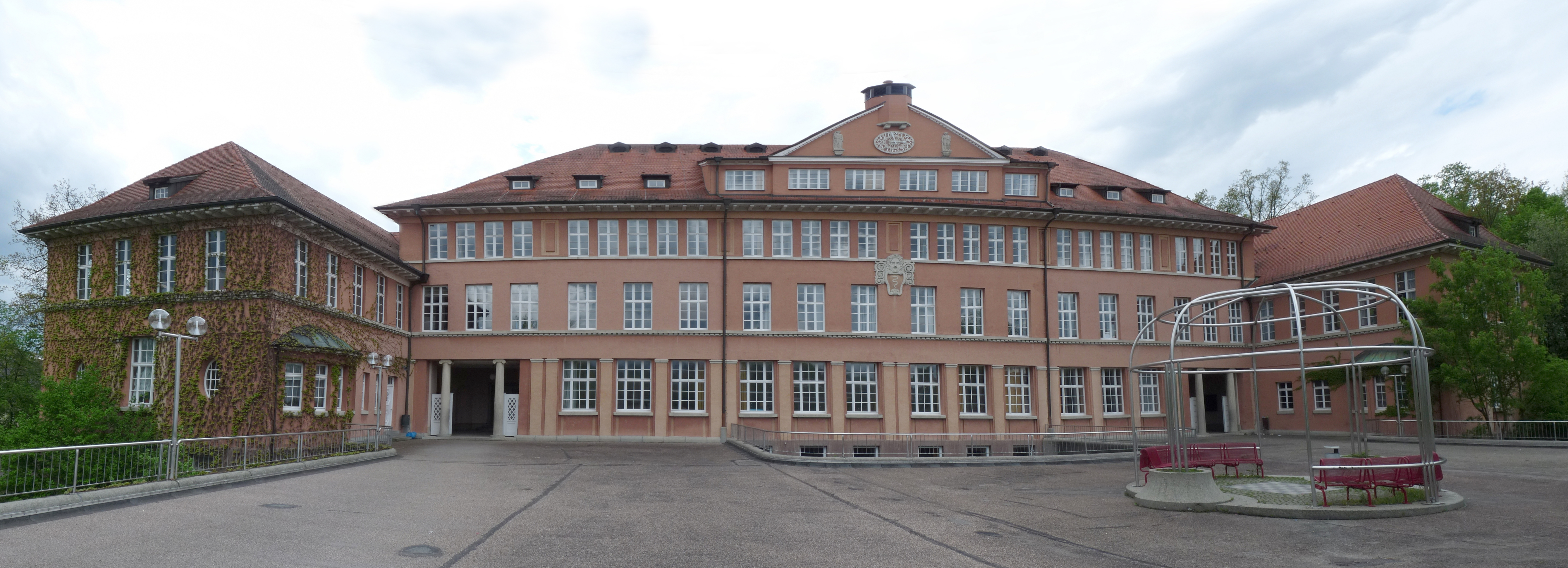
シューバルト＝ギムナジウム

アーレンでは1447年に最初のラテン語学校が記録されている。1616年およびそれ以後にも様々な建物に学校が新設されたが、それらはいずれも市教会の近くに位置しており、19世紀まで存続した。宗教改革により、後に国民学校となるドイツ語学校が併行して開校した、1840年に女子国民学校としてリッターシューレが開校した。ここには現在ペスタロッツィシューレが入っている。ラテン語学校と1840年に設立された実科学校のための新校舎が1866年に建設された。その後「アルテ・ゲヴェルベシューレ」（旧産業学校）と呼ばれていたこの建物は、1975年に新市庁舎建設のために取り壊された。パウル・ボナッツが設計したパルクシューレは1912年に完成した。現在のシューバルト＝ギムナジウムがこれである。
本市最大の教育施設が、1962年に設立された技術・経済大学（かつては専門大学であった）である。ここでは、5つの専門分野で約 5,700人が学んでいる。大学全体で、150人の教授、300人のその他職員が働いている。

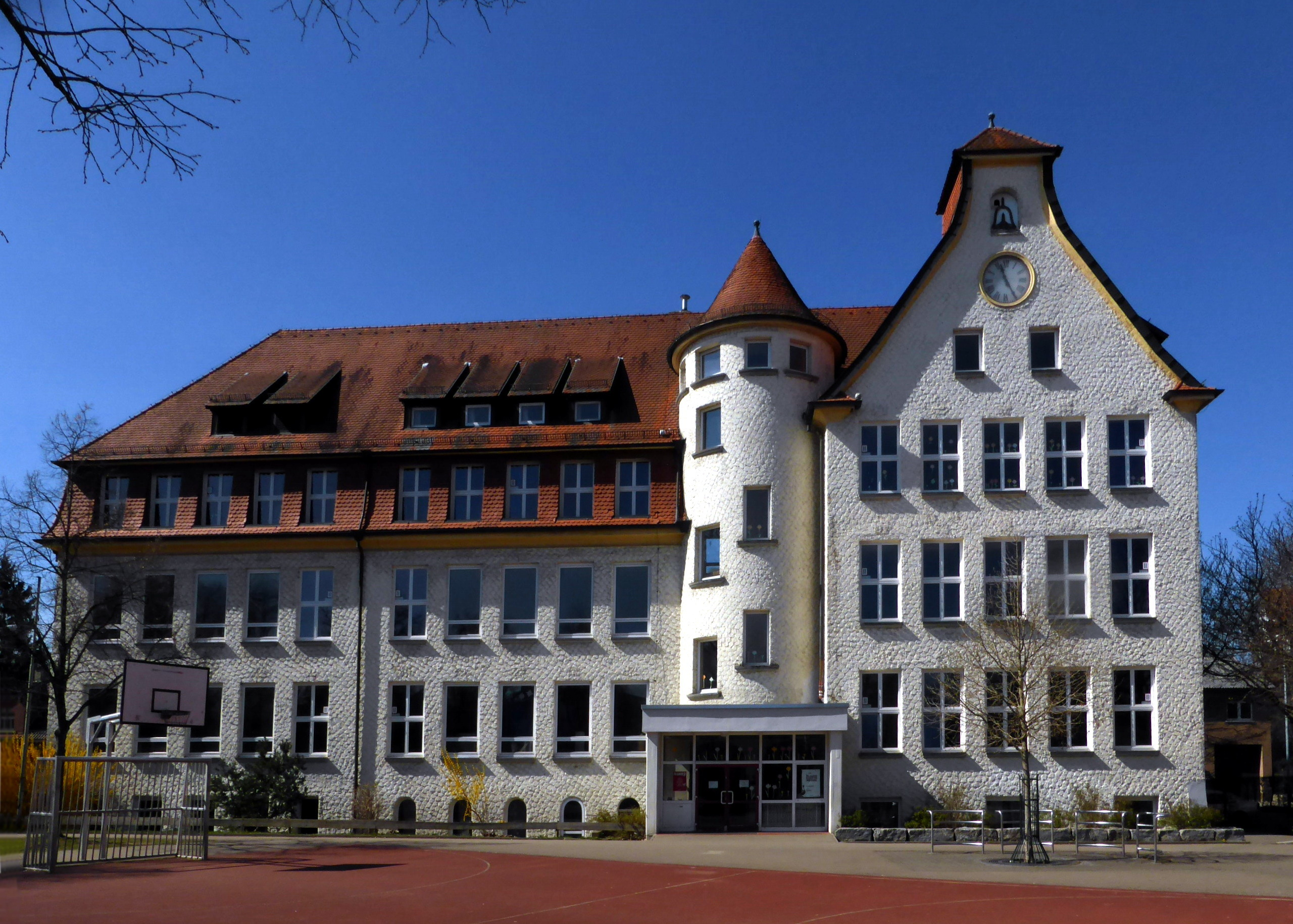
ボールシューレ

本市は、ギムナジウム 3校（コペルニクス＝ギムナジウム・ヴァッサーアルフィンゲン、シューバルト＝ギムナジウム（ヨーロッパ・パートナー学校）、テオロール＝ホイス＝ギムナジウム）、実科学校4校（カール＝ケスラー実科学校ヴァッサーアルフィンゲン、コッハーブルク実科学校ウンターコッヘン、アウフ・デム・ガルゲンベルク実科学校、ウーラント実科学校）、養護学校1校（ヴァイトブレヒトシューレ）、補習課程を有する養護学校1校（ヘルマン＝ホイス＝シューレ）、基礎課程・本課程学校6校（ブラウネンベルクシューレ・ヴァッサーアルフィンゲン、ラインハルト＝フォン＝ケーニヒ＝シューレ・ファハゼンフェルト、ウンターコッヘン基礎課程・本課程学校、ホーフヘルンシューレ・ウンターロムバッハ、シラーシューレ、タールシューレ・ヴァッサーアルフィンゲン）、本課程学校1校（ボールシューレ）、基礎課程学校8校（エプナート基礎課程学校、グラウレスホーフシューレ、グロイトシューレ、ヴァルトハウゼン基礎課程学校、カッペルベルクシューレ・ホーフェン、ランゲルトシューレ、ロムバッハシューレ・ウンターロムバッハ、シュヴァルツフェルトシューレ・デヴァンゲン）を運営している。
オストアルプ郡は以下の学校を運営している。職業学校（技術学校、商業学校、家政学校ユストゥス＝フォン＝リービヒ＝シューレ、農業学校）、言語障害者や長期入院患者のための学校シュロス＝シューレ・ヴァッサーアルフィンゲン。
私立学校オストヴュルテンベルク定時制ギムナジウム、アーレン定時制ギムナジウム、DAG 労働者福祉団体の老人介護学校、ドイツ労働者アカデミーの老人介護学校、自由ヴァルドルフ学園アーレン e.V.、ドクター・エンゲル私立職業専門学校、ベルント＝ブリンドウ＝シューレ、2園の学習幼稚園が学校教育を提供している。学習幼稚園は、コンラート＝ビーザルスキ＝シューレの障害の有無にかかわらない全日制幼稚園ローゼンガルテン（運営者はレハ＝南西オストヴュルテンベルク＝ホーエンローエ gGmbH）とアウフヴィント e.V. の補習課程のある学習幼稚園である。
ドイツ・エスペラント語図書館が1989年から市立図書館内に入居している。

### 交通

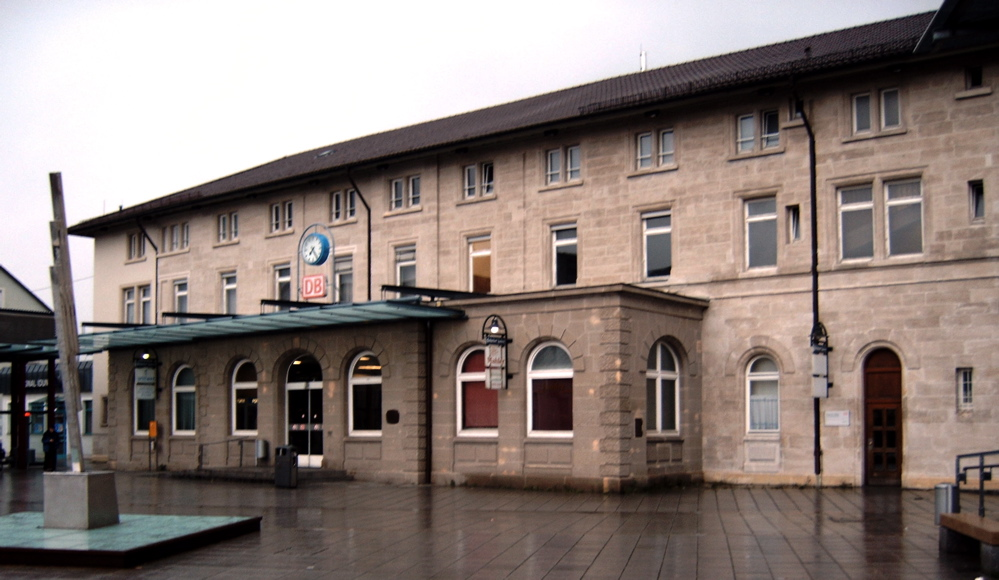
アーレン中央駅

#### 鉄道
アーレン中央駅は、シュトゥットガルトからのレムス鉄道、ウルムからのブレンツ鉄道、クライルスハイムからのオーベレ・ヤクスト鉄道、ドナウヴェルトからのリース鉄道の乗換駅である。市内にはこの他にホーフェン (バイ・アーレン) 駅、ウンターコッヘン駅、ヴァッサーアルフィンゲン駅、ゴルトヘーフェ駅がある。南部のアーレン＝エルラウ駅は今では営業していない。1972年まではさらにネーレスハイムを経由してディリンゲン・アン・デア・ドナウに至るヘルツフェルト鉄道があった。
カールスルーエからシュトゥットガルトを経由してニュルンベルクに至る広域旅客鉄道インターシティ 61が2時間ごとに運行している。地域交通に関しては、アーレン駅では様々なインターレギオ＝エクスプレル、レギオナルエクスプレス、レギオナルバーンの列車が利用できる。これに加えて、年間250本の貨物列車が運行するアーレン工業線も営業している。
さらに2020年までにレムス鉄道に新しく建設されるアーレン西駅によって、アーレンのホーフヘルムヴァイラー周辺の西部地区やダウアーヴァング工業地域は交通技術上より一層の開発が期待される。

#### 道路
アーレン/ヴェストハウゼン・インターチェンジおよびアーレン/オーバーコッヘン・インターチェンジ経由でアウトバーン A7号線（ヴュルツブルク - フュッセン）にアクセスできる。アーレンは、連邦道 B19号線（ヴュルツブルク - ウルム）、B29号線（ヴァイブリンゲン - ネルトリンゲン）、B290号線（タウバービショフスハイム - ヴェストハウゼン）により連邦道網に接続している。1977年/78年に設けられたシュヴェービッシェ・ディヒター街道がアーレンを通っている。B29号線は、一部 B19号線と共通区間となりながら、2車線のバイパス道路として市の西部を通っている。通勤時間前後のラッシュ時に通過車両数が増えることで、この路線はしばしばひどい渋滞が発生するが、部分拡張にむけての努力が進められている段階である。
数多くのバス路線が市内の公共旅客交通を担っている。バス会社アーレン乗合バス交通 (OVA) は、1966年から2階建てバスも導入している。2007年12月から、かつてのアーレン交通団体 (VGA) の料金を引き継いだオストアルプ・モービル交通連盟の料金がアーレンに適用されている。VGAは、引き続き旧アーレン郡の路線バス会社間の運行プランの調整業務を行っている。

#### 航空

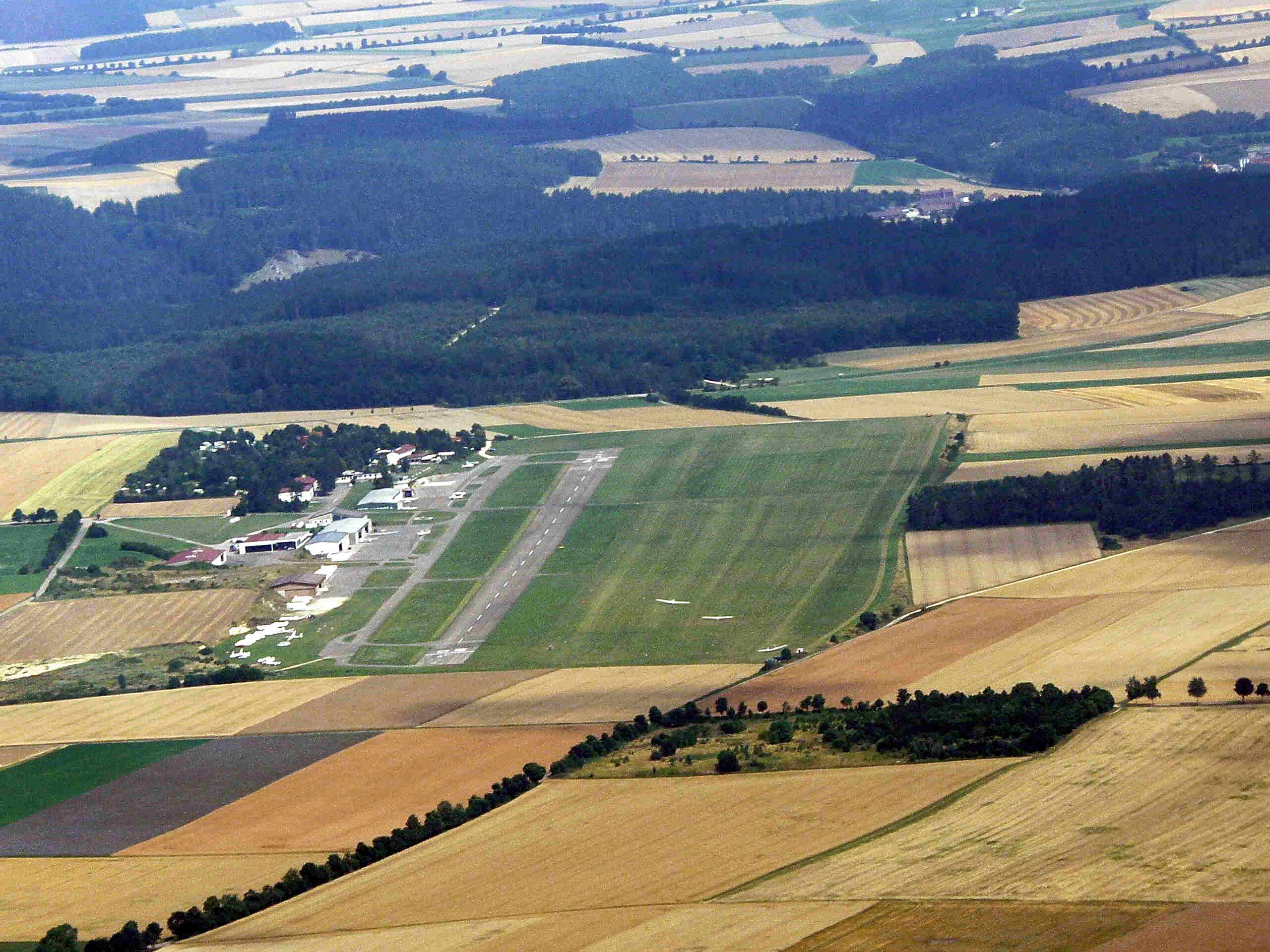
アーレン＝ハイデンハイム飛行場

ラインフェルデン＝エヒターディンゲンのシュトゥットガルト国際空港は約 90 km 離れており、鉄道で約 100分かかる。アーレンの南東約 15 km にあるアーレン＝ハイデンハイム飛行場は、小型飛行機専用である。アーレン周辺のグライダー飛行場は、ホイバッハ飛行場やバルトロメ飛行場がある。

#### 自転車
多くの自転車道が市内を通っており、アーレンをドイツ広域自転車網に結びつけている。
- ドイツ・リーメス自転車道は、ライン川沿いのバート・ヘニンゲンからドナウ川沿いのレーゲンスブルクまでの 818 km 以上をオーバーゲルマニッシュ＝レティシャー・リーメス沿いに結んでいる。
- コッハー＝ヤクスト自転車道はバーデン＝ヴュルテンベルク州のコッハー川とヤクスト川をたどる約 340 km の自転車道である。この2つの川は互いに数 km しか離れていない。
- シュヴェービッシェ＝アルプ自転車道はネルトリンゲンからボーデン湖までシュヴァーベンを通る 305 km の自転車道である。

### アーレンの名前をもつもの

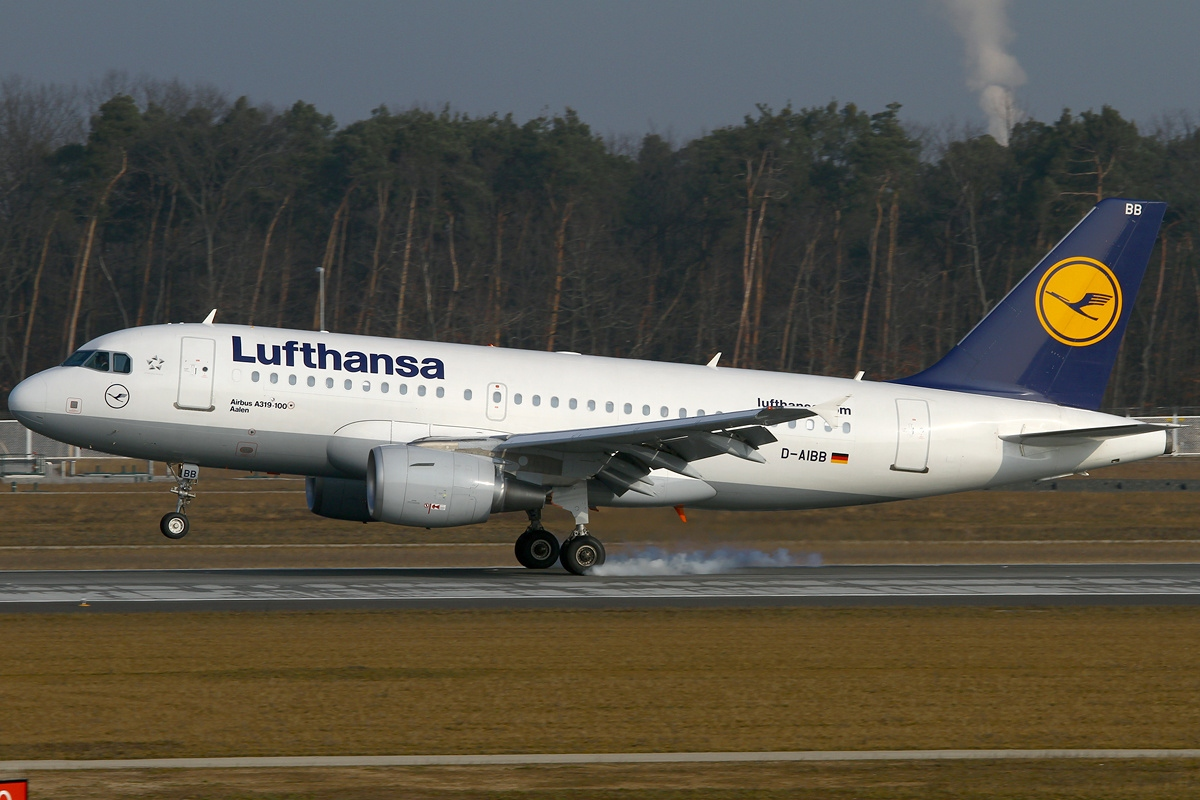
ルフトハンザのエアバス A319 D-AIBB「アーレン」

- ルフトハンザのエアバスA319 D-AIBB は2012年から「アーレン」と名付けられた[103]。2011年までは、同じくルフトハンザのボーイング737-500 D-ABJF がこの名を有していた[104]。
- 2008年6月21日からドイツ鉄道の ICE 3 Tz309 は「アーレン」と名付けられている[105]。

- ルフトハンザのボーイング737 D-ABJF「アーレン」
- アーレン中央駅の ICE「アーレン」

## 人物

### 出身者
- カール・ヨーゼフ・フォン・ヘーフェレ（ドイツ語版、英語版）（1809年 - 1893年）ロッテンブルク＝シュトゥットガルト司教
- カール・ヴァール（ドイツ語版、英語版）（1892年 - 1981年）NSDAPの政治家、ガウ・シュヴァーベンの指導者、親衛隊大将
- クルト・ヨース（ドイツ語版、英語版）（1901年 - 1979年）ダンサー、振付師、舞踊教育者
- アウグスト・ツェーエンダー（ドイツ語版、英語版）（1903年 - 1945年）親衛隊少将
- ブルーノ・ヘック（ドイツ語版、英語版）（1917年 - 1989年）政治家 (CDU)、連邦家族大臣、CDU総書記長
- ヴァルター・アダムス（ドイツ語版、英語版）（1945年 - ）陸上競技選手
- ヴェルナー・ゾーベック（ドイツ語版、英語版）（1953年 - ）建築家
- パトリツ・イルク（1957年 - ）陸上競技選手、3000メートル障害のドイツ・チャンピオン（1983年）
- トーマス・ツァンダー（ドイツ語版、英語版）（1967年 - ）レスラー
- カール＝ウーヴェ・シュテープ（ドイツ語版、英語版）（1967年 - ）テニス選手
- マヌエル・フィッシャー（ドイツ語版、英語版）（1989年 - ）サッカー選手
- パトリック・フンク（1990年 - ）サッカー選手
- アッバス・バラオウ（1994年 - ）ボクサー

### ゆかりの人物
- クリスティアン・フリードリヒ・ダニエル・シューバルト（1739年 - 1791年）詩人、オルガン奏者、作曲家、ジャーナリスト。青少年期をアーレンで過ごした。
- エルヴィン・ロンメル（1891年 - 1944年）陸軍元帥。アーレンで育った。
- ゲオルク・エルザー（1903年 - 1945年）反ナチ運動家。1923年にアーレンのパウル・リーダー家具工場で家具職人として働いた。
- ゲルハルト・ティーレ（ドイツ語版、英語版）（1953年 - ）宇宙飛行士、物理学者。アーレンの学校で学んだ。
- アンドレアス・ベック（1987年 - ）サッカー選手、ヴァッサーアルフィンゲンで育った。
- Cro（ドイツ語版、英語版）（1990年 - ）ラッパー。アーレンの学校で学んだ。

## 訳注
1. ↑  アーレニウムはジュラ紀中期の初め、1億7030万年前から1億7410万年前をいう。
2. ↑  三畳紀の後半、2億3500万年前から1億9960万年前にあたる。